# Бхуми
Бху́ми (IAST: Bhūmī), Бху́ (IAST: Bhū), Бхуми-де́ви (IAST: Bhūmīdevī), Бху-де́ви (IAST: Bhū Devī) — богиня земли, супруга и возлюбленная Вишну. В шри-вайшнавизме считается проявлением деви Лакшми и принимает формы двух богинь: Шри-деви и Бху-деви. 
Бхуми как богиня земли воплощает материальный достаток, в то время как Шри-деви связана с счастьем и благополучием. Обе богини могут изображаться держащими в руках горшки с зерном и с золотом. В народной традиции Шри-деви считается «небесной» женой Вишну, а Бху-деви — его «земной» женой. Их тройственный союз соединяет небесный и земной миры.
Земля почитается как мать, питающая и поддерживающая живые существа. Её воспевают за стойкость и терпимость, способность любить и прощать проступки живых существ. Главная история о Бхуми связана с её супругом, Вишну: в образе аватара Варахи он спас Бхуми от демона Хираньякши. Нередко Бхуми выступает в зооморфном образе коровы. Богиня фигурирует как мать Ситы, героини «Рамаяны». В пуранах считается супругой Варахи, а также царя Притху, в котором воплотился сам Вишну.
Единственная женщина из альваров Андаль почитается как человеческое воплощение Бхуми. 
Богине посвящено два из 108 священных мест дивьядешам. В её честь в штате Одиша (Индия) ежегодно проводится праздник раджапарба.

## Земля в священных текстах

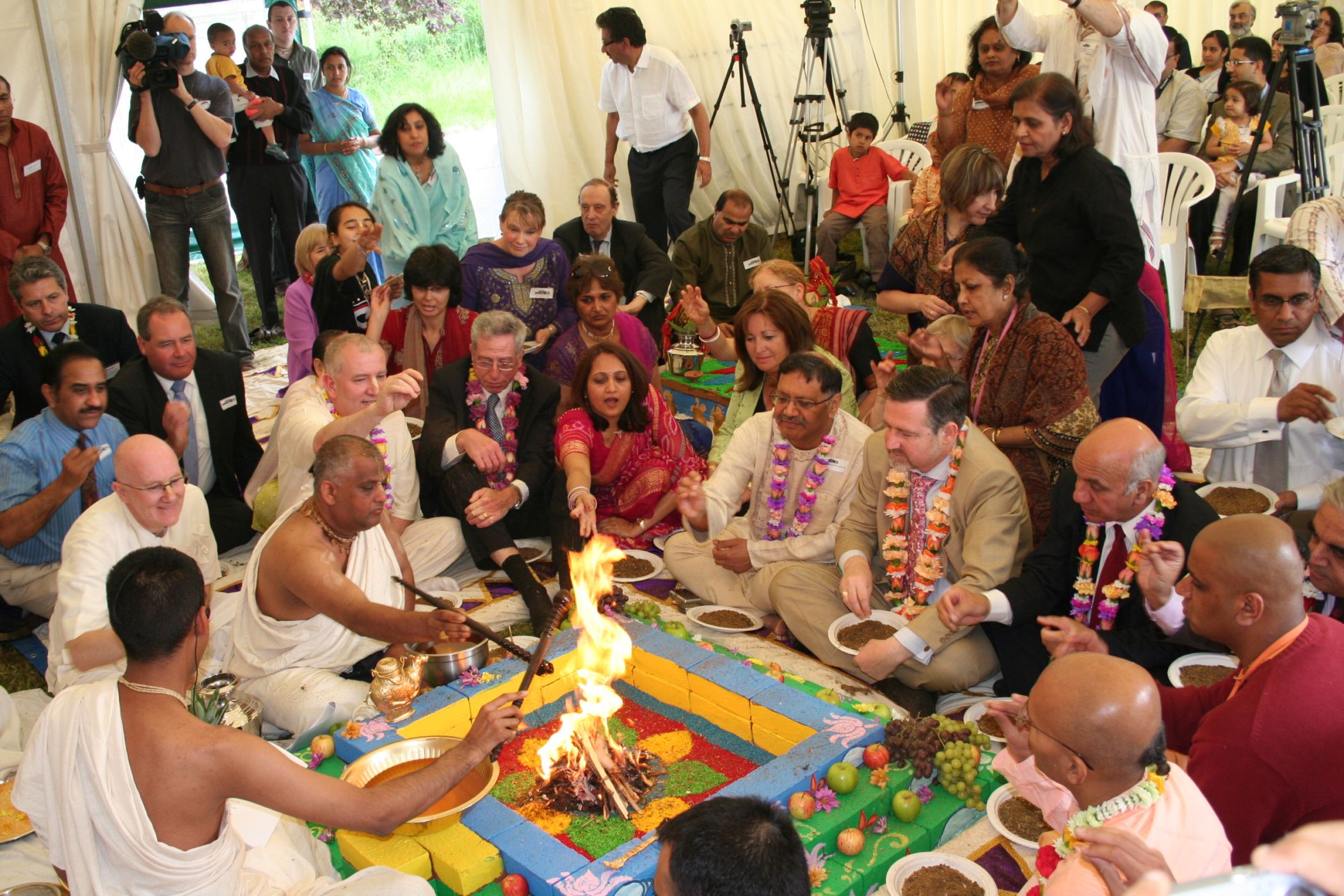
Яджна в честь Земли. Индия, 2008 год

Имя богини на санскрите буквально означает «бытие» и происходит от глагола бху, то есть «быть». В индийской философии богиня Бхуми тесно связана с бытием во всём его проявлении. В одухотворенном представлении, Бхуми — это реальность, истина, жизнь, которая противоположна небытию. Уважение к Земле как к матери «Притхиви» или богине «Бху-деви» берёт начало в ведийские времена. Её представляют и как проявленный мир, и как женское божество, глубоко преданное Вишну. В Ведах природа Бхуми отражена в трёх аспектах. Во-первых, она олицетворяет одухотворённую материю. Во-вторых, Земля — мать всего творения, поддерживающая и питающая жизнь. В-третьих, Бхуми олицетворяет проявленный мир. В двух первых ипостасях Бхуми предстаёт земной богиней. Это воспитывающая и терпеливая женщина-мать. Её божественные качества определяют Бхуми, что находит отражение в священных текстах и ритуалах. В «Ригведе» Притхиви в паре с мужским божеством Дьяусом выступает одним из родителей Вселенной. Она — мать растений и опора дхармы. В третьей ипостаси Бхуми предстаёт природой (пракрити) — о чём повествует «Яджурведа».
В первых священных текстах Земля тесно связана с водой («космическими водами»), которая отождествляется с абстрактным, нематериальным миром. В одной из древнейших историй о Земле, изложенной в «Яджурведа-Самхите», говорится о том, как Землю подняли из воды. «Шатапатха-брахмана» рассказывает, как Земля возникла из хираньягарбхи, находившегося в воде. В проявленном мире Земля уже не связана с божеством неба Дьяусом, а находится в паре с божеством деторождения Праджапати. В более поздних историях Праджапати ассоциируется с поддерживающем мироздание Вишну.

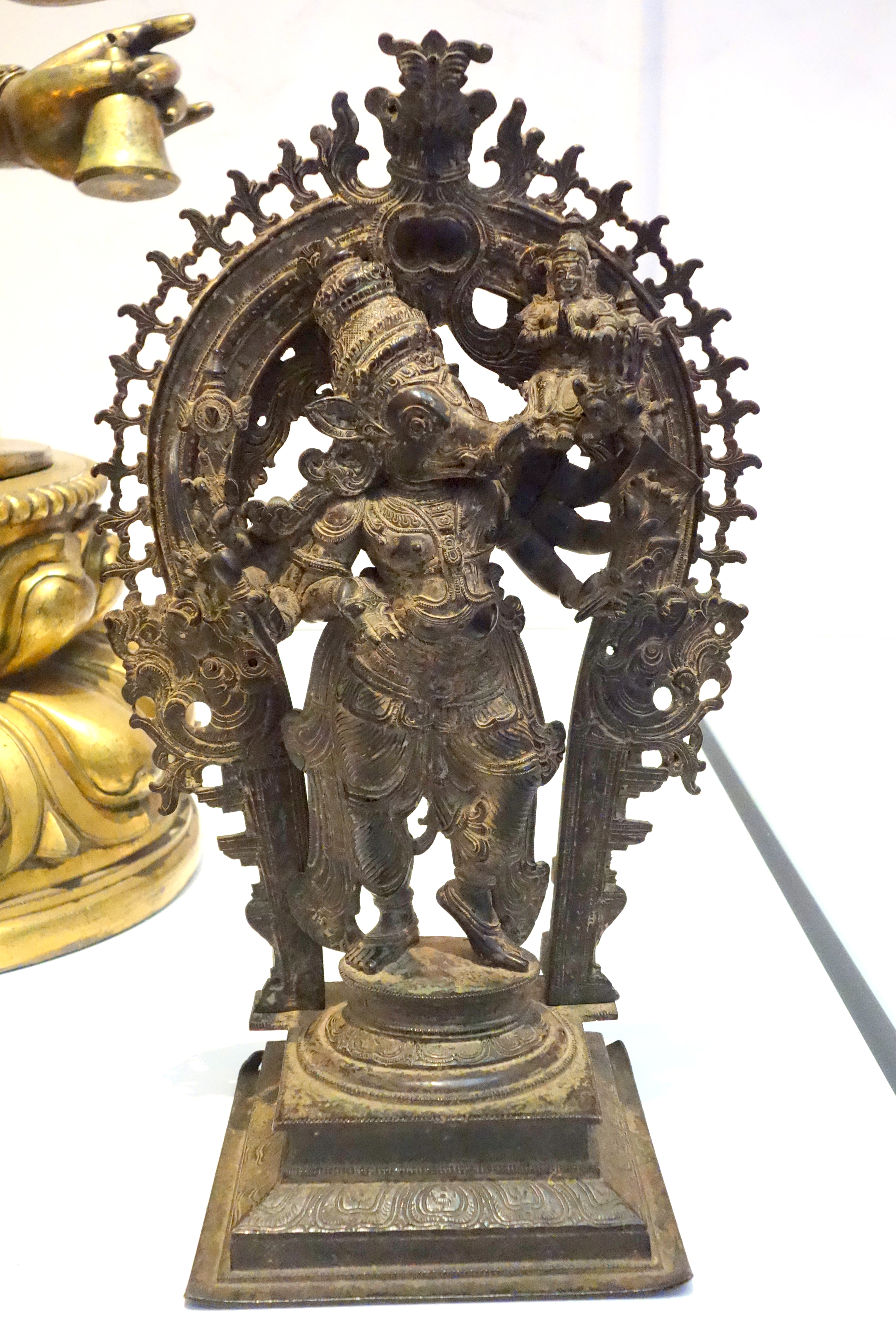
Мурти аватара Варахи, на клыке которого сидит богиня Земли. Керала, между XIV и XV веками. Коллекция Бруклинского музея.

В «Махабхарате» Земля играет всеобъемлющую роль. Эпос провозглашает, что «всё рождается из земли и всё исчезает в земле. Земля — это основа (всех) созданий, а сама Земля — это (их) последнее прибежище». В проявленном мире Земля рассматривается наряду с другими «махабхутами» или «панчабхутами» — пятью великими элементами Вселенной. Помимо земли к ним относятся эфир, воздух, огонь и вода. Земля воспевается как высший материальный принцип. Её атрибутами выступают пять чувств: звук, осязание, форма (зрение), вкус и аромат.
В «Девибхагавата-пуране» провозглашается величие и первенство Маха-деви, великой богини, отождествляемой с пракрити (природой). Земная богиня присутствует повсюду, во всём и во всех, от брахмана до крошечной травинки (стихи 1.9.31-32). В той же «Девибхагавата-пуране» богиня хранит Вселенную в своём лоне после конца времён и из неё рождается новый мир во время следующего творения. В полуантропоморфном представлении богиня отождествляется с земным миром. Весь свет предстаёт её телом, земля — её ногами, горы — её костями, реки — её кровеносными жилами и т. д.
Самая главная и широко известная история Бхуми рассказывает о её чудесном спасении супругом Вишну. Ранняя версия истории встречается в «Атхарваведе» (стих 12.1.48), где божественный вепрь спасает богиню Земли. В «Шатапатха-брахмане» (14.1.1.2.11) вепрь, раненый богом Индрой, становится героем, спасая Землю. В «Тайттирия-самхите» («Яджурведа») вепрь — это не кто иной, как Праджапати. В более поздних пуранах его образ сливается с Вишну, спасающим и поддерживающим мироздание.
В «Махабхарате» мудрец Ломас рассказывает старшему из братьев-Пандавов Юдхиштхире, что Земля, неспособная нести бремя всех живых существ, опустилась под воду. Ради своего спасения Земля обратилась к Нара-Нараяне, то есть Вишну. Тот принял облик божественного вепря и поднял Землю со дна океана на своём могучем клыке. В пуранах история Бху-Варахи раскрывается во всей духовной красе. «Агни-пурана», «Бхагавата-пурана» и «Брахма-пурана» рассказывают, что причинами страдания Земли были зверства демона Хираньякши. Для восстановления порядка Вишну обретает облик вепря и защищает Землю.
Помимо традиционных историй на санскрите о Бху-Варахе повествует тамильская поэзия, а именно — парипатальские гимны (IAST: Paripāṭal) в честь Тирумаля. Все они выражают любовь защитнику и спасителю Вишну. Благодаря любовному воспеванию Вишну история о Варахе в Южной Индии приобрела культовое значение. По популярности гимны Варахе сопоставимы с произведениями в честь таких аватар Вишну как Вамана-Тривикрама и Нарасимха. В заключительном стихе «Тирувируттам» о пламенном стремлении души к Вишну поэт Наммальвар восклицает:
Я произнёс простые слова.
Но они о том, что я видел.
Есть только один властитель джнаны,
Тот, кто принял облик вепря
И поднял мир, покрытый бушующими волнами.
Среди богов, среди всех других нет подобного Ему.Наммальвар. «Тирувируттам», стих 99. Пер. Венкатешан А.
Комментаторы полагают, что искусный в поэзии Наммальвар недаром выбрал заключительное упоминание Варахи. Это иллюстрация божественной милости, которую Вишну подарил Земле, придя на помощь ещё до того, как та обратилась за спасением. История иллюстрирует, насколько Господь сведущ в горестях своих преданных, и как он заботится о них. История Бху-Варахи также имеет иносказательный смысл. Бхуми отождествляется с человеческой душой, к которой Вишну идёт навстречу. Если Бху-деви страдает от бесчисленных злодеяний, то душа вовлечена в бесконечные циклы рождения и смерти. Вишну способен протянуть руку помощи и избавить душу от океана сансары. В шри-вайшнавизме Бхуми стала метафорой человеческой души, не менее близкой Вишну, чем его супруга Лакшми.
О рождении Бхуми рассказывает несколько историй. В «Хираньягарбха-сукте», входящей в «Ригведу» (стих 10.121) упоминается золотое яйцо, — зародыш первозданных вод, давший начало жизни), — сохраняющий и защищающий материю. Упанишады развивают идею хираньягарбхи в космических водах. В них описывается, как материя плавала в первозданных водах, пока не разделилась на две половины: верхняя превратилась в небо (сварга), а нижняя стала землей (притхиви). В «Шатапатха-брахмане» говорится, что земля создана Праджапати, который уплотнил хираньягарбху и поместил его в воду. В результате возникает основа («бху», IAST: bhū), которая становится проявленным миром («бхуми», IAST: bhūmi), а затем — превращается в Землю («притхви», IAST: pṛthvī).

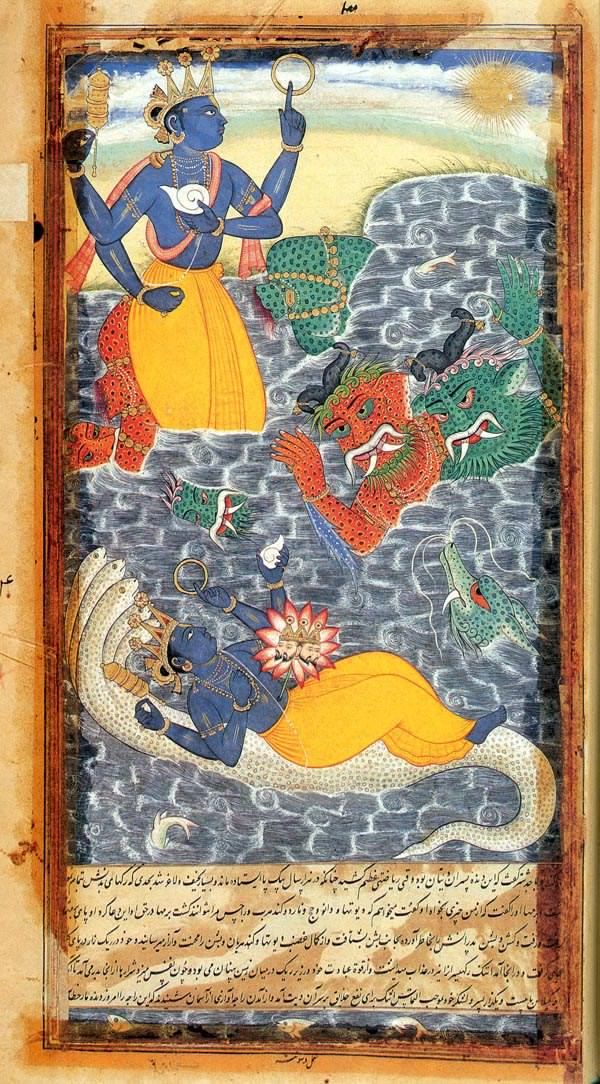
Вишну, Мадху и Кайтабха. Иллюстрированный манускрипт 1605 года

Он (Праджапати) возжелал: «Позвольте мне создать её (землю) из вод!» Он уплотнил его (хираньягарбху) и бросил в воду… Целое растворилось в воде: всё (вселенная) появилось только в одной форме, а именно, в воде.

Он возжелал: «Пусть она станет больше, пусть воспроизведет себя!» Он трудился и практиковал аскезу; измученный трудом и ограничениями, он создал и вспенил воду. Измученный трудом и аскезой, он создал глину, грязь, солёную почву и песок, гальку, камень, руду, золото, растения и деревья — этим он одел Землю…

Она стала «бху» (первоосновой), затем — «бхуми» (материальным миром). Он распространил её, и она стала «притхиви» (землёй). И она (земля), считая себя совершенно совершенной, пела… тот, кто считает себя совершенным, поёт или наслаждается песней…
— «Шатапатха-брахмана», стихи с 6.1.1.12 по 6.1.1.15
В более поздней истории, описанной в «Девибхагавата-пуране», посвящённой верховной богине, Земля возникает благодаря противостоянию Вишну и демонов. Асуры Мадху и Кайтабху появились из Вишну, когда тот пребывал в йога-нидре.
Имя «Мадху» значит «слащавый, льстивый», Кайтабха — «лживый, коварный». Первоначально история о борьбе Вишну с Мадху и Кайтабхой описана в «Махабхарате» (III.194), а её шактистская версия содержится в «Деви-махатмья» (часть I) и «Девибхагавата-пуране» (I.6-9). В тантризме Мадху и Кайтабха, олицетворяющие ложь и коварство, являются демоническими силами ментального плана, и в ритуале панчамакара их символами считаются вино (мадья) и мясо (мамса). Демоны бесчинствовали во Вселенной и были убиты Вишну при помощи великой богини. Из останков двух демонов возникла материя, которая затвердела в форме Земли. В Южной Индии обоих часто изображают рядом с Вишну, лежащим в йога-нидре.

## Пуранические истории

### Бхуми как корова Притхиви
Вишну как хранитель мироздания тесно связан с земной жизнью. В образе молодого Кришны он играет роль пастуха, в то время как его старший брат Баларама занимается сельским хозяйством. В образе Рамы он считается олицетворением добродетели и справедливости в земной жизни. Каждый раз Вишну приходит на Землю, когда ей угрожает опасность. Земля обращается к спасителю как богиня Земли, или Бху-деви, принимающая образ коровы. Корова служит метафорой Земли, превращающей всех правителей в «говинд», или защитников Земли, или «гопал», или пастухов, — тех, кто отвечает за благополучие Земли. Известный специалист по индийской мифологии П. Дэвдатт отмечает:

В пуранах Бхуми часто символически приставляют в образе коровы. История гласит, что царь по имени Вена был настолько жаден и нанёс такие опустошения, что мудрецы вмешались в земные дела и убили его. Из его очищенных останков возник новый царь Притху. В Притху воплотился не кто иной, как сам Вишну. Он обнаружил, что Земля в образе коровы убежала от него. Притху преследовал и угрожал ей луком и стрелами, чтобы корова вернулась и позволила подданным себя доить. Земля ответила, что если Притху убьёт её, то мир перестанет существовать. Однако, Притху заметил, что если её нельзя будет доить, то и мир не выживет. Наконец, получив заверения, что Вишну защитит её, Земля позволила доить себя всем живым существам. В образе Притху Вишну объявил, что все земные правители будут хранителями Бхуми и что он сам спустится на Землю, если она будет находиться в опасности. Тем самым Вишну стал «Го-палом» (Гопал, Gopala), или хранителем Земли, а Земля стала земной матерью-коровой «Го-мата» (Гомата, Gomata).
— Дэвдатт П. «О дивали, понимание природы богатства через мифологию, связанную с богиней Лакшми»

Вишну в образе Притху и Бхуми в образе Притхиви: иллюстрации «Бхагавата-пураны»
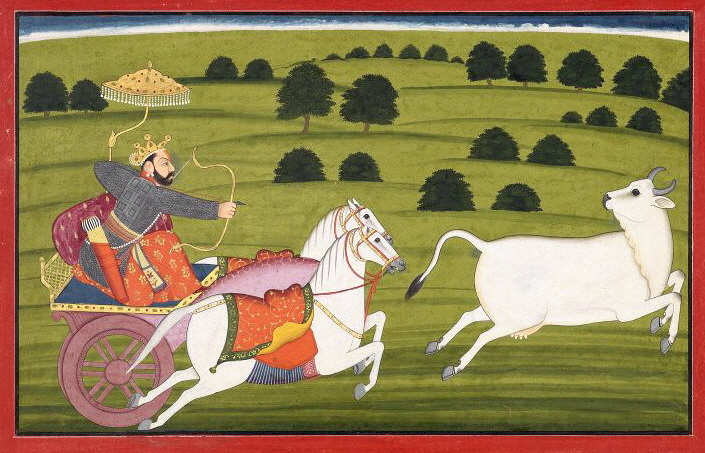
Притху преследует богиню земли Притхиви
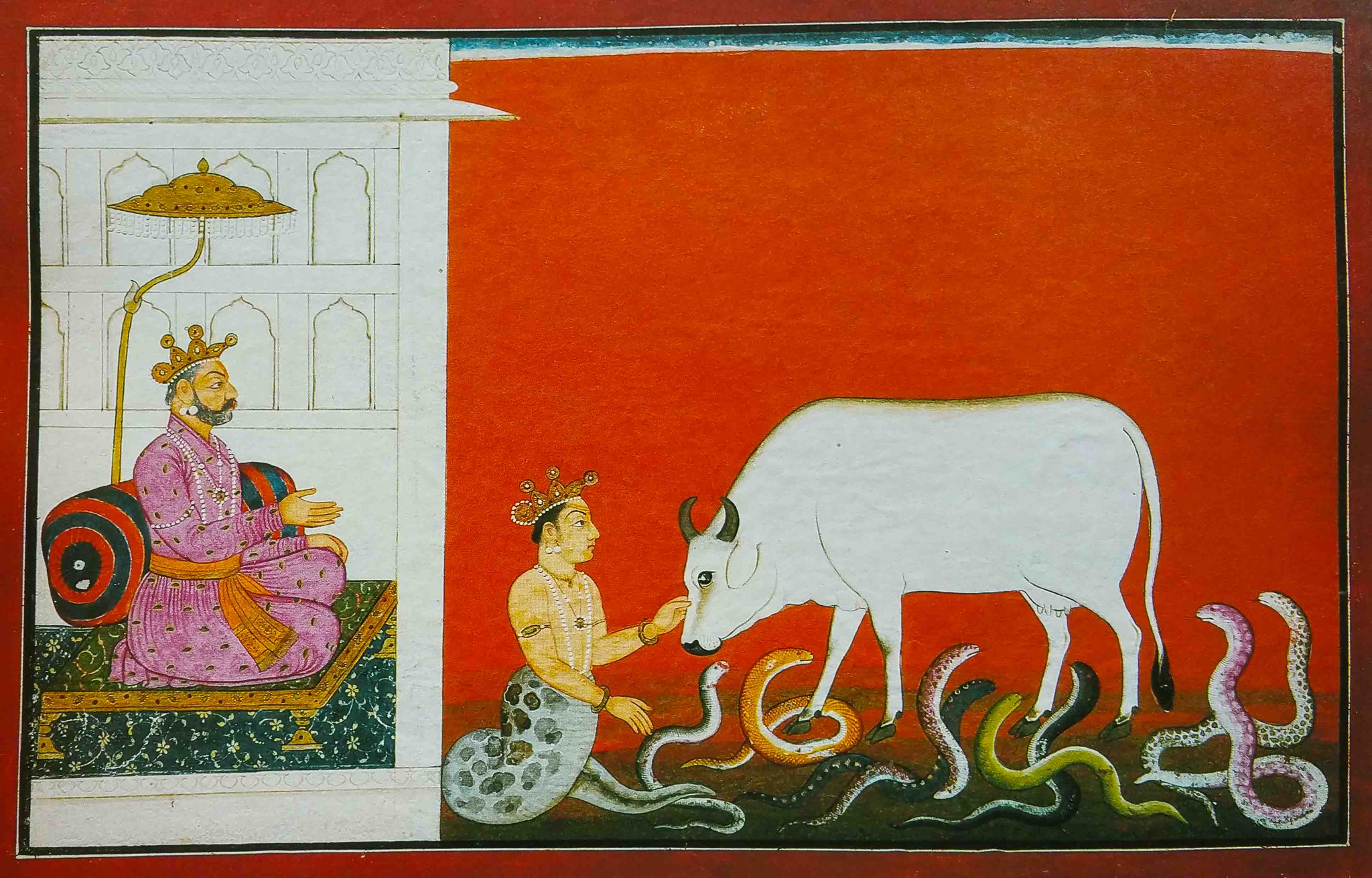
Притхиви исполняет желание змей на глазах у Притху

### Бху-Вараха

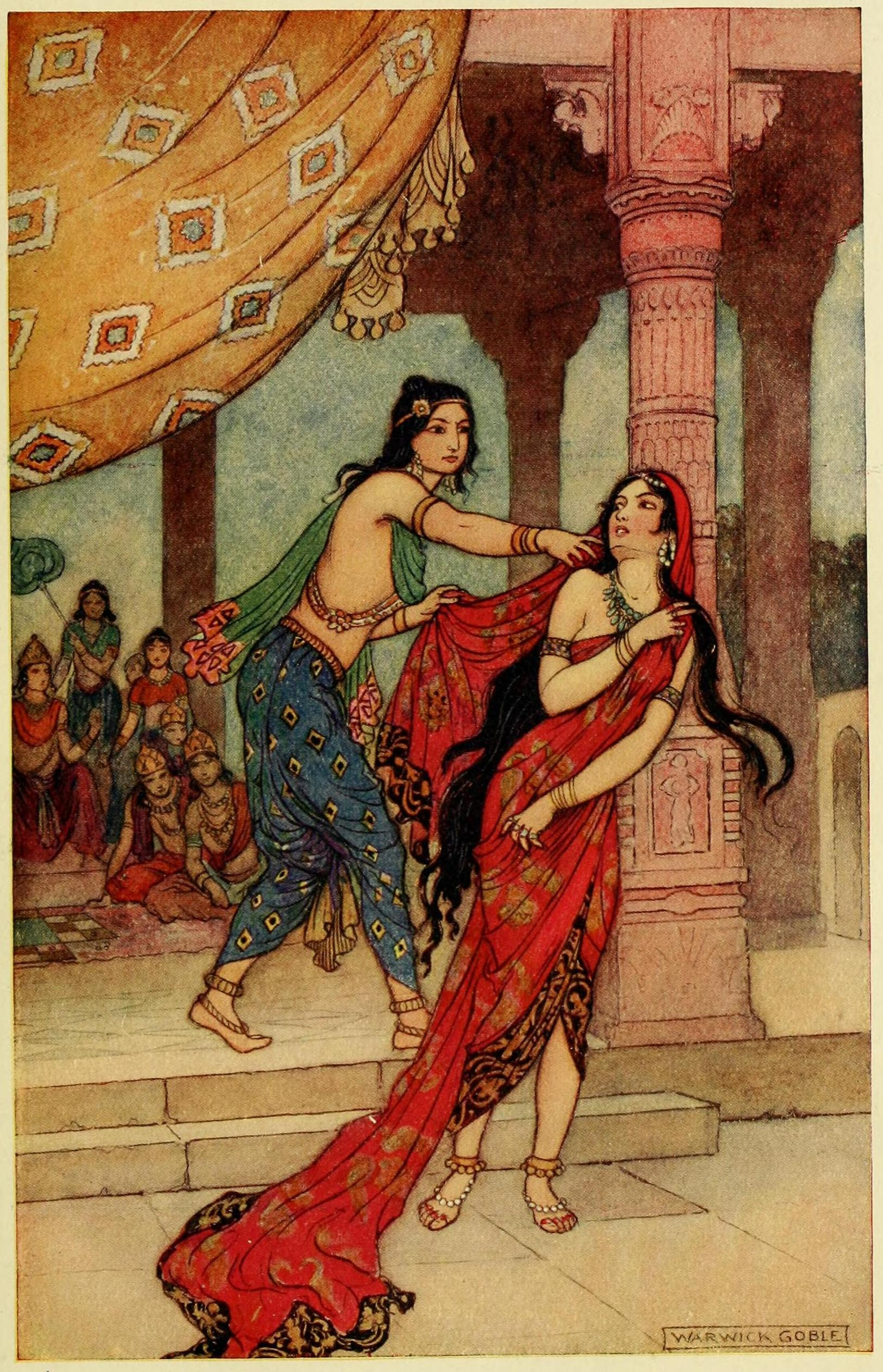
Кауравы тщетно пытаются раздеть Драупади на глазах у царского двора. Иллюстрация из книги шотландского фольклориста Дональда Маккензи «Индийский миф и легенда» (1913 год)

Самая популярная история о Бхуми рассказывает о её спасении Вишну от демона Хираньякши. Растущая сила и зверства царствующего тирана-демона Хираньякши угнетают Землю. Демон стал непобедим, получив чудесный дар благодаря аскезе. Он не мог быть побеждён человеком, богом или животным. Хираньякша зашёл слишком далеко, похитив Бхуми и унеся её под воду на океанское дно. Вишну для спасения Земли принял образ вепря Варахи. Это было единственное животное, которое не упомянул Хираньякша, когда произносил своё желание быть непобедимым. Аватара Вараха нырнул в водные глубины и спас богиню, подняв её на своем правом клыке. В других версиях истории Бхуми обратилась к богам за помощью, но не в силах нести бремя страданий, погрузилась в воду. Вишну защитил её от страданий и стал её супругом. Именно после спасения Бхуми считается второй женой Вишну.

### Бхуми как Драупади
В Тамилнаде героиня «Махабхараты» Драупади почитается как воплощение богини Земли. В легендарном эпосе Драупади воплощает божественный женский принцип, — пракрити, — который состоит из пяти элементов (панчабхута), которые, в свою очередь, сводятся к трём качествам (гунам). О тесной связи Драупади с Бхуми свидетельствует эпизод с постыдным раздеванием жены Пандавов, который напоминает об истории с Варахой. Таким образом, эпизод с тщетной попыткой Кауравов раздеть Драупади на глазах у всего царского двора относит читателя к истории о спасении Вишну Земли от злодейства. Кроме того, Земля заключает в себе силу обновления, о чём свидетельствуют безграничные одежды, которые чудесным образом покрывают Драупади во время её страданий. Это отражает её способность подобно Земле непрерывно обновляться, пока мир не подойдёт к концу (пралайе).

### Бху-деви и Сита
Бхуми считается матерью Ситы, героини эпоса «Рамаяна» и супруги Рамы. Сита, чьё имя означает «борозда», чудесным образом появилась из земли, когда царь Джанака вспахивал поле во время празднования урожая. Когда Рама попросил Ситу вернуться к нему после второго изгнания, Сита обратилась к своей матери Бхуми принять её назад. Бхуми впитала Ситу, и после погружения в Землю её тело исчезло.

### Бхуми и Прахлада
Эпизод с Прахладой подробно повествуется в 24 главе «Брахманда-пураны». Прахлада, сын асура Хираньякашипу и племянник упомянутого Хираньякши, был великим преданным Вишну. Отец-демон был недоволен его глубокой привязанностью к Вишну. В гневе он решил убить неугодного сына и приказал сбросить Прахладу с вершины здания. Бхуми спасла мальчика, нежно приняв его на руки.

### Наракасура

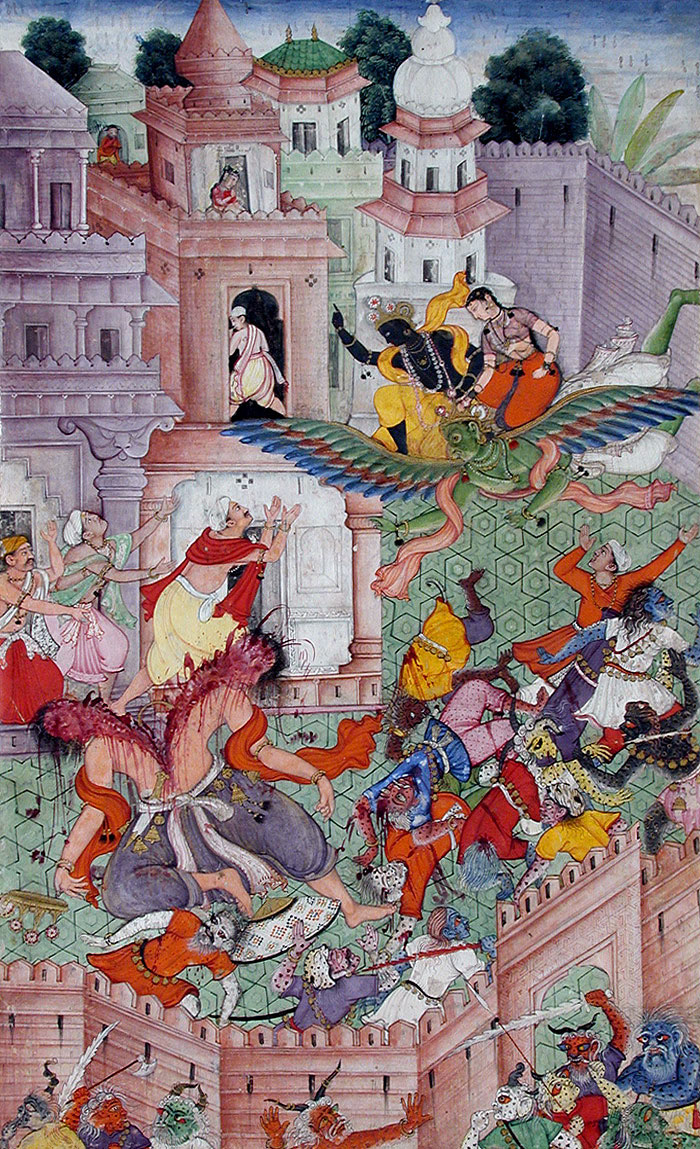
Вишну вместе с Лакшми верхом на Гаруде побеждает демона Нараку

Окончание муссонов в Индии отмечается пышными праздниками, иллюстрирующими победу добра над злом. В дни наваратри Дурга расправляется с Махишасурой, во время дассеры аватара Рама — с Раваной, а на дивали Вишну самолично — с Наракасурой. Последний праздник распространён на западном побережье Индии и штатах Андхра-Прадеш и Карнатака. В популярном у туристов Гоа чучело асура Нараки сжигается в день нарака-чатурдаши, канун новолуния. Нарака — не вполне обычное воплощение дурных качеств, поскольку его считают сыном Бхуми. Когда демон Хираньякша утащил богиню вглубь океанических вод, он овладел Бхуми. В результате у богини Земли родился Нарака, которого также называют «Бхумасура» (IAST: Bhaumāsura).
Символически связь Земли с демонами восходит к поклонению якшам, духам природы. В прошлом духам молились ради плодородия Земли. Знаменитый учитель асуров по имени Шукра мог воскрешать мёртвых демонов. Каждый демон, «убитый» во время сбора урожая, возвращается в следующем году, что отражает природный цикл. Считается, что асуры никогда не умирают и борьба с ними продолжается вечно. В традиции поклонения земным духам Нарака предстаёт сыном Земли и одновременно демоном, отождествляемым с новым урожаем.
Истории Нараки посвящена одна из божественных игр-лил Вишну, описанная в «Вишну-пуране» и «Махабхагаватаму». Земной демон взбирается на небеса и приносит неприятности богам. Он переходит все границы, когда похищает шестнадцать тысяч девушек. Боги взывают к Вишну, чтобы тот избавил мир от напасти. Однако Нараку нельзя убить, если он не ударит свою мать. Лакшми в облике Сатьябхамы провожает своего супруга на битву с асуром. Она смотрит, как её муж в облике Кришны сражается с Наракой, и внезапно оружие Нараки ударяет её. Разъярённая богиня разворачивает оружие обратно против него и Нарака умирает. История напоминает читателю о том, что Лакшми — никто иная как Бхуми или мать-Земля и, следовательно, и мать Нараки. В связи с тем, что Сатьябхама является второй супругой Кришны, её иногда называют Бху-деви. В вайшнавской традиции Кришна может изображаться с четырьмя руками, держащими атрибуты Вишну — раковину шанкху и Сударшана-чакру, а также с флейтой. Вишну-Кришну окружают две жены: Шри-деви (Рукмини) и Бху-деви (Сатьябхама).
В Южной Индии в память победы над Наракой празднующие раздавливают горькие фрукты. Действие символизирует то, с какой лёгкостью Вишну расправляется с демоническими силами. Затем люди омываются и обмазывают себя маслом цвета киновари.

## Бхуми и царская власть

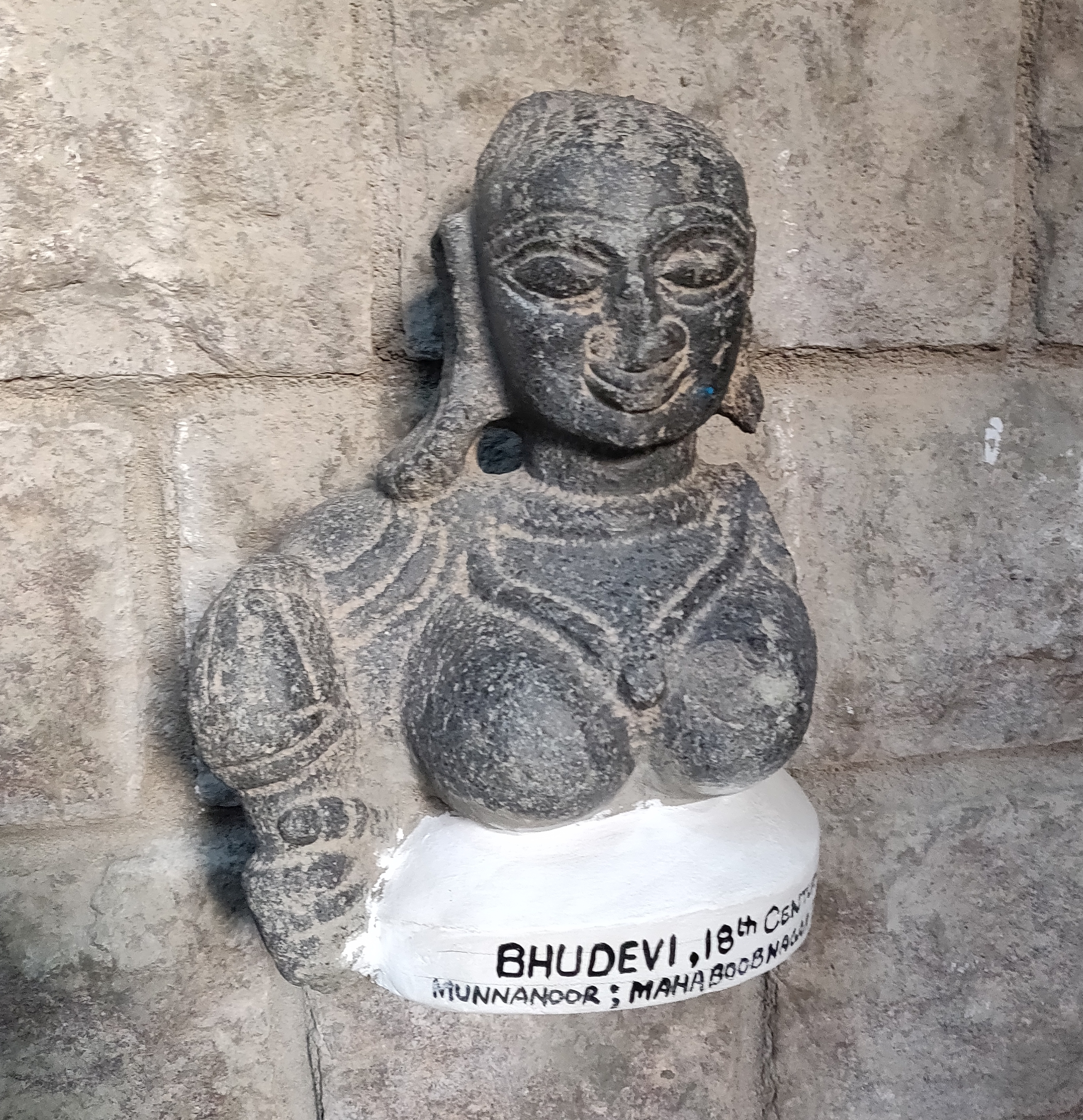
Бюст Бхуми, XVIII век. Научный музей Бирла, Хайдарабад.

В индуизме между одухотворенным образом Земли и царствующими правителями всегда поддерживались тесные отношения. Их истоки уходят корнями в ведийские традиции. К примеру, в «Яджурведе» провозглашается, что мать-Земля (IAST: Pṛthvīmātṛ) вверена заботе царя. В «Атхарваведе» Земля одновременно считается как богатством, так и средством достижения богатства. Материальное благополучие (артха), в свою очередь, является одной из четырёх целей человеческой жизни. Неудивительно, что правитель именовался никем иным как «артха-пати» или господином богатства.
В клятве правителя, возникшей в ведийском прошлом, царь должен был обещать, что будет защищать и заботиться о Земле. Забота о Бхуми не является ни царской милостью, ни правом. Это особая привилегия — честь заботиться о матери-Земле. Правители назывались различными эпитетами, отражающими их отношения с Землей, схожие с отношениями между супругами. Царь назывался «Бху-пати» (господин Земли, IAST: bhūpati), «Бху-бхарана» (хранитель Земли, IAST: bhūbharaṇa), «Бху-палана» (покровитель Земли, IAST: bhūpālana), «Бху-бходжана» (наслаждающийся Землёй, IAST: bhūbhojana), «Бху-дхана» (чьё процветание исходит из Земли, IAST: bhūdhana), «Бху-бхат» (муж Земли, IAST: bhūbhātṛ) и «Бху-валлабха» (фаворит Земли, IAST: bhūvallabha) — это всего лишь некоторые из его наиболее распространённых эпитетов царствующих особ.

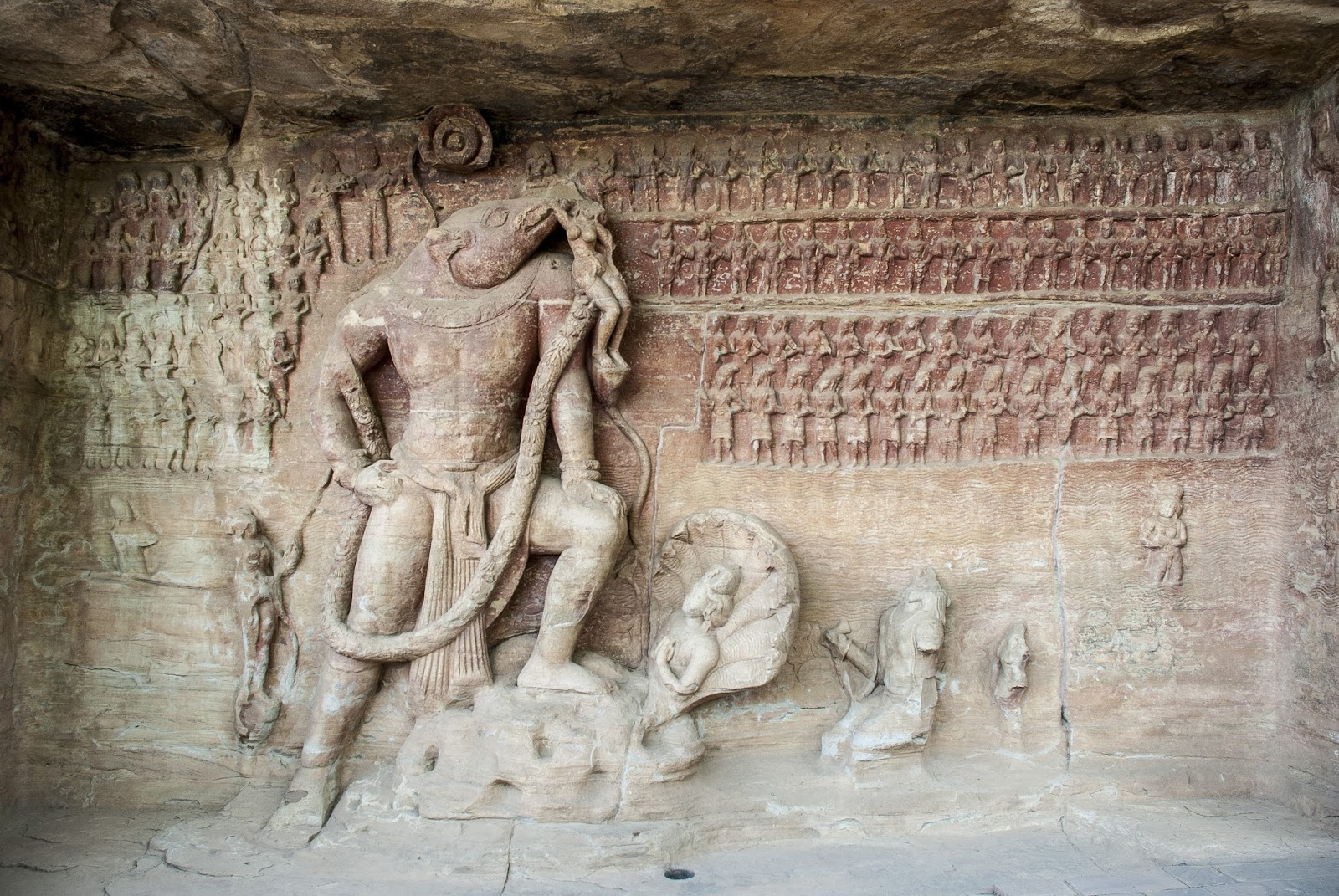
Пример для царского подражания: грандиозная панель с Варахой и Бхуми периода Гуптов

Женский образ Земли подобен идеальной возлюбленной. Она неизменно терпелива и всегда добродетельна. Земля требует присмотра, её покровитель должен защищать и заботиться о Земле. Только под защитой она проявит благодарность и вознаградит своего защитника обильными дарами. В Древней Индии царство именовалось «Притхиви», а территория государства — «Сарва-Бхуми». Метафора Земли как возлюбленной супруги стала канонической при правлении династии Гуптов. История Вишну в облике Варахи приняла для клана Гуптов особое значение. Она стала символом и примером для подражания. Будучи последователями Вишну, Гупты считали себя его инструментами на Земле. Правители были убеждены, что подобно Варахе призваны оберегать и защищать Землю от недругов. Каменная надпись, оставленная Кумарагуптой І (415—455), гласит, что он женат на Земле, «чей брачный шнур — граница четырёх океанов; чьи большие груди как [горы] Меру и Кайлас; [и] чей смех подобен распустившимся цветам»
Ответственность и покровительство Земле стали неотъемлемой чертой царской власти. Его унаследовали следующие поколения правителей, сменившие Гуптов. Такие династии, как Чалукья (543—753) и Раштракуты (753—982) рассматривали отношения между Вишну и Бхуми как пример для подражания. Клан Чалукья, правивший в Бадами, использовал изображение вепря в качестве своей царской эмблемы. Правитель Пулакеши II (610—642) был вайшнавом, о чём свидетельствует сохранившаяся медная пластина с выгравированным текстом. В ней Пулакеши II называет себя «парама-бхагавата», то есть «верховный преданный Вишну». Все правители его рода принадлежали к линии вайшнавов. Некоторые из надписей начинаются с приветствий Вишну и имеют печати с эмблемами, на которых изображён Вараха. Одна из медных пластин, датируемая 617 годом, гласит: «Радуйся! Победоносным является Вишну, проявленный в теле вепря, на чьём возвышающемся клыке покоится весь мир».
Вайшнавское мировоззрение заложило основы принципов царской власти Древней Индии. Вишну спускается на Землю для поддержания гармонии и восстановления равновесия, когда в мире царит хаос и несправедливость. Его аватары, такие как Вараха, Нарасимха, Вамана (Тривикрама) и Рама, считаются идеалами справедливого правителя. Истории из вайшнавских пуран дают представление о справедливости, правах и обязанностях правителей, а также праведности. Таким образом, вайшнавская философия предопределила характер отношений между страной и опекающей её царской властью.

## Изображения Бхуми

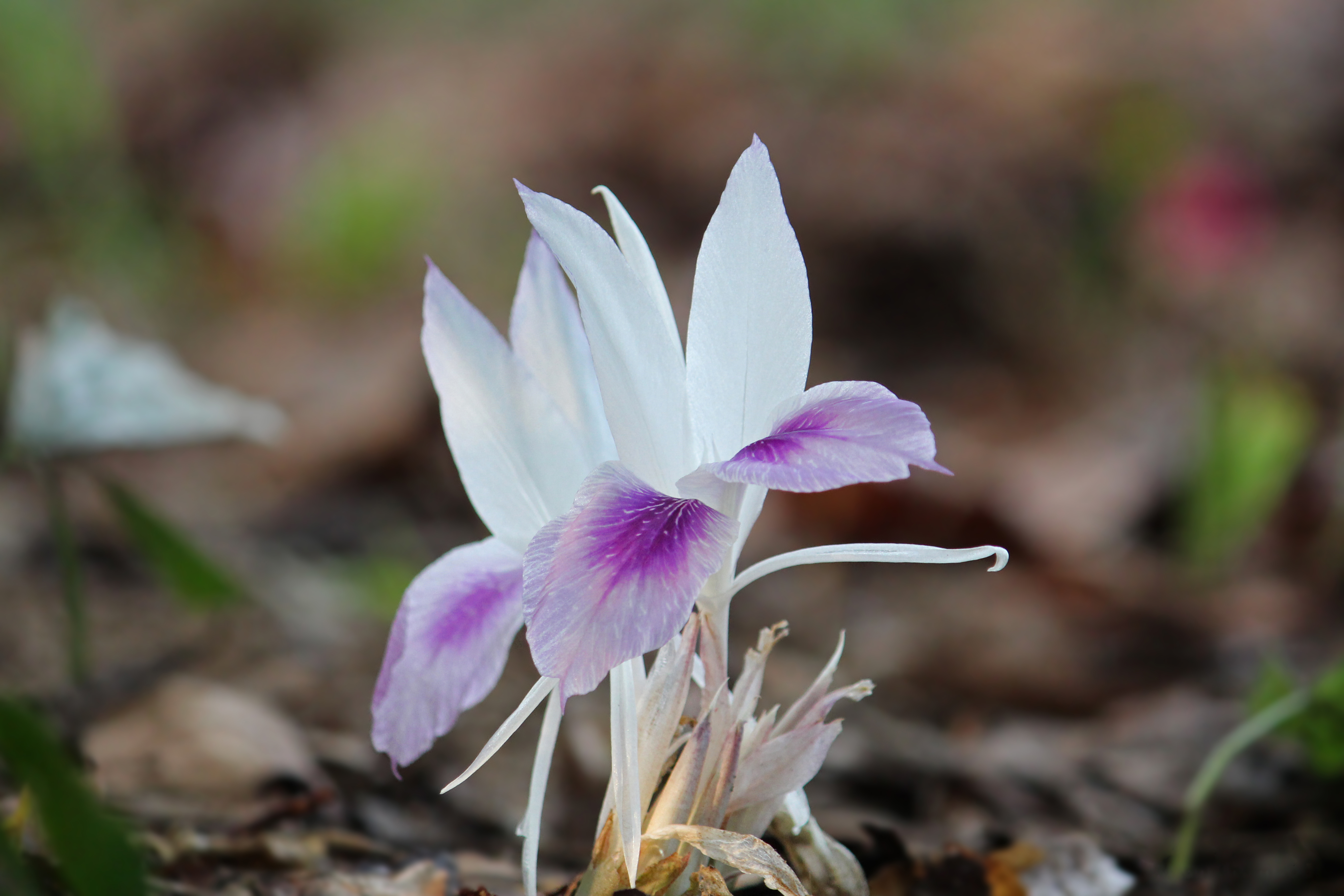
В честь Бхуми названа округлая кемпферия, или «Бхуми чампа»

Богиня Земли представлена двумя распространёнными антропоморфными, то есть человекоподобными образами. Первым является супружеская чета Вишну-Вараха и Бхуми. Их парное представление распространено по всей Индии. Вторым является образ Бхуми в качестве второй супруги Вишну-Нараяны. Божественная семья представлена триадой Нараяна, Шри-деви и Бху-деви. Второй образ распространён, преимущественно, в Южной Индии.
В художественном представлении семьи Вишну Верховный Господь всегда находится в центре. Вне зависимости от того, изображён он в положении стоя или сидя, Бхуми всегда расположена слева от своего возлюбленного. В стоящем положении богиня изображается в позе с тремя изгибами («трибханга») на круглом или квадратном лотосовом постаменте («падма-питха»). Богиня одета в богато украшенное плиссированное сари. Её лицо безмятежно, а глаза имеют миндалевидные формы. Голова богини увенчана усечённой конической короной («крити-мукха»). Её правая рука держит цветок синей лилии (nilotpaka). Синяя лилия является символом богини Земли. Левая рука богини свисает в изящной лола-хаста мудре (IAST: lolahastamudrā). Мудру можно увидеть, преимущественно, на южноиндийских изображениях богини. Рука волнообразно изгибается подобно «хвосту коровы», с которой Бхуми отождествляется. Лола-хаста мудра также встречается у женских фигур божеств, которые не держат в своих руках других священных символов.

Расположение богинь рядом с Вишну
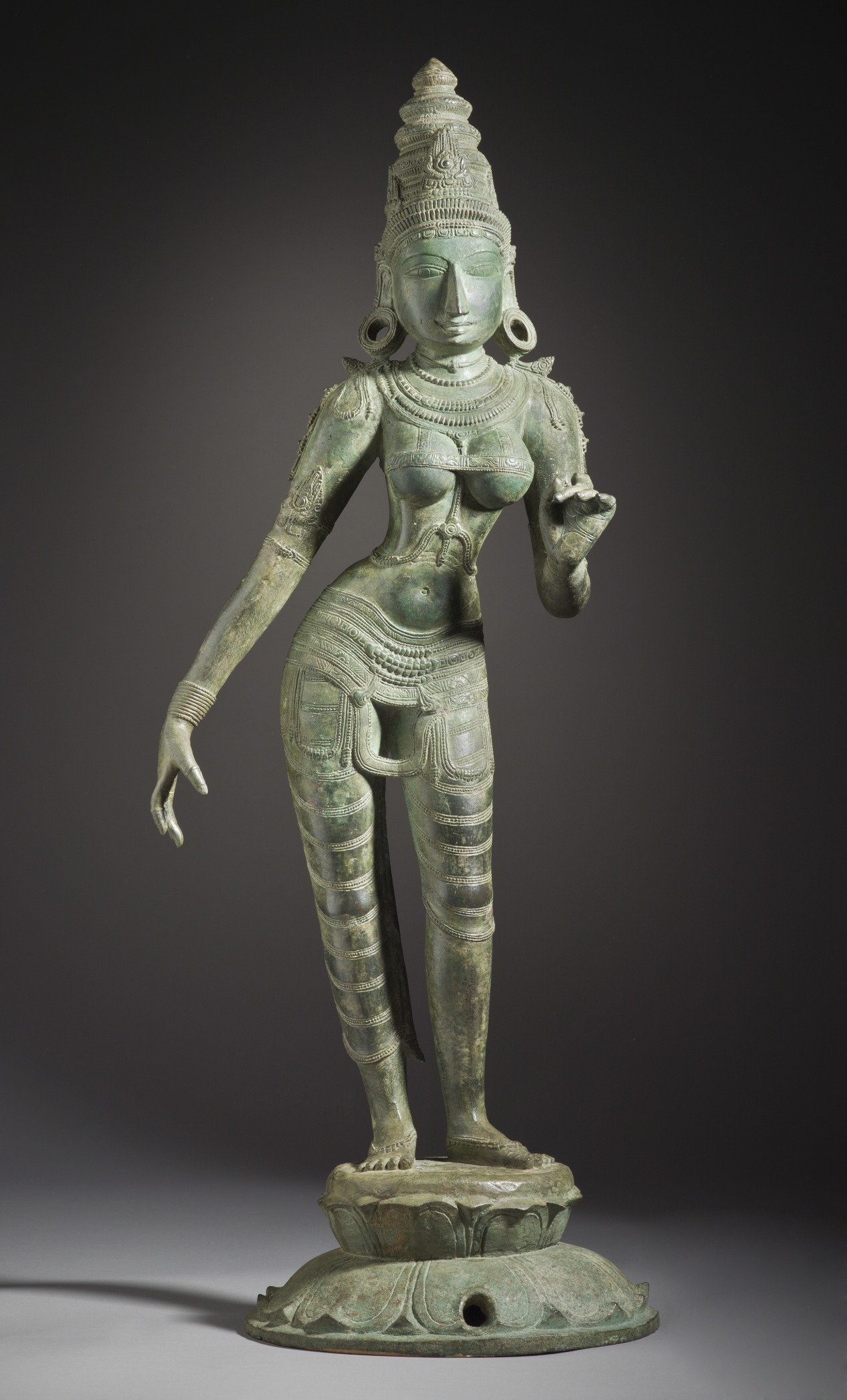
Шри-деви
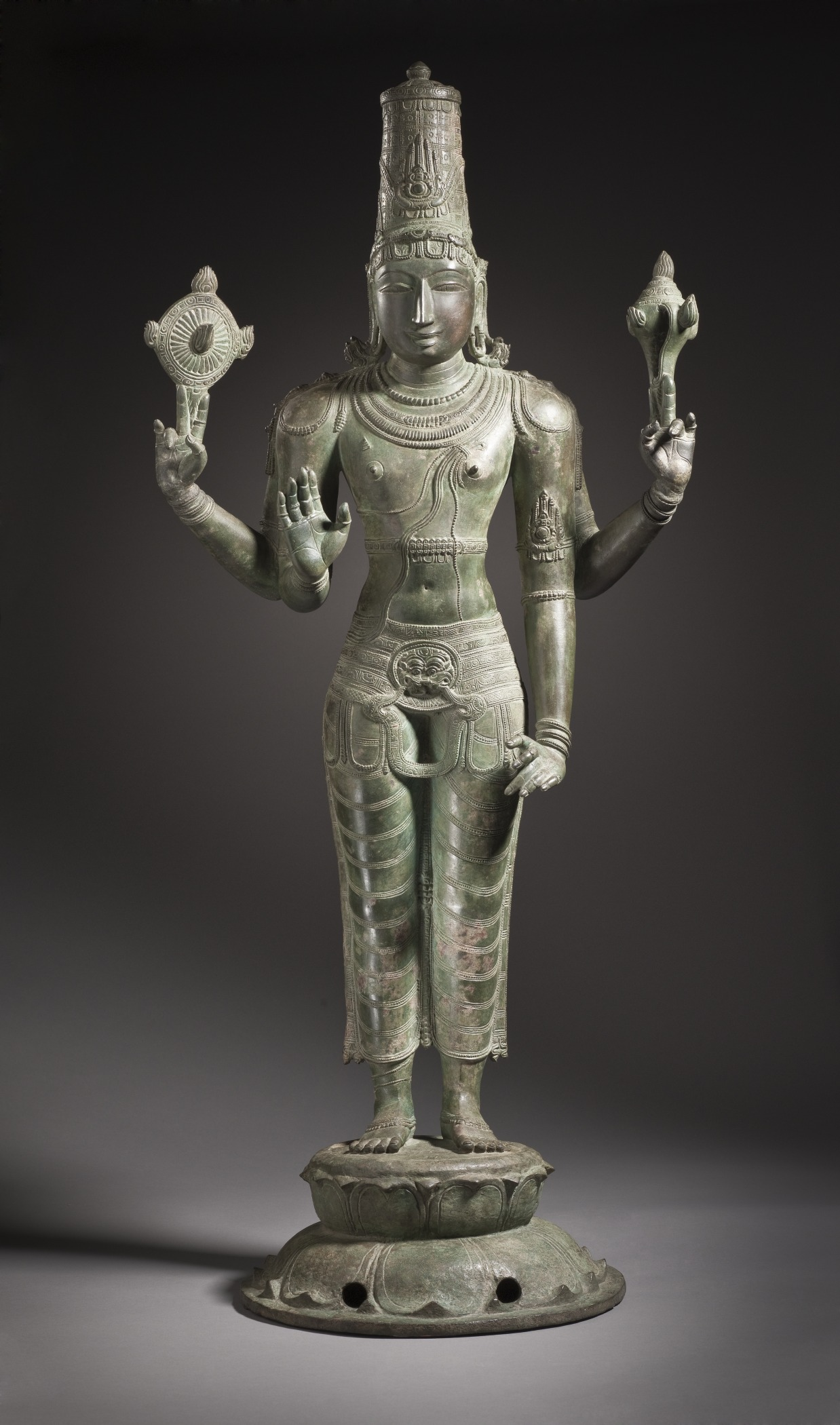
Вишну
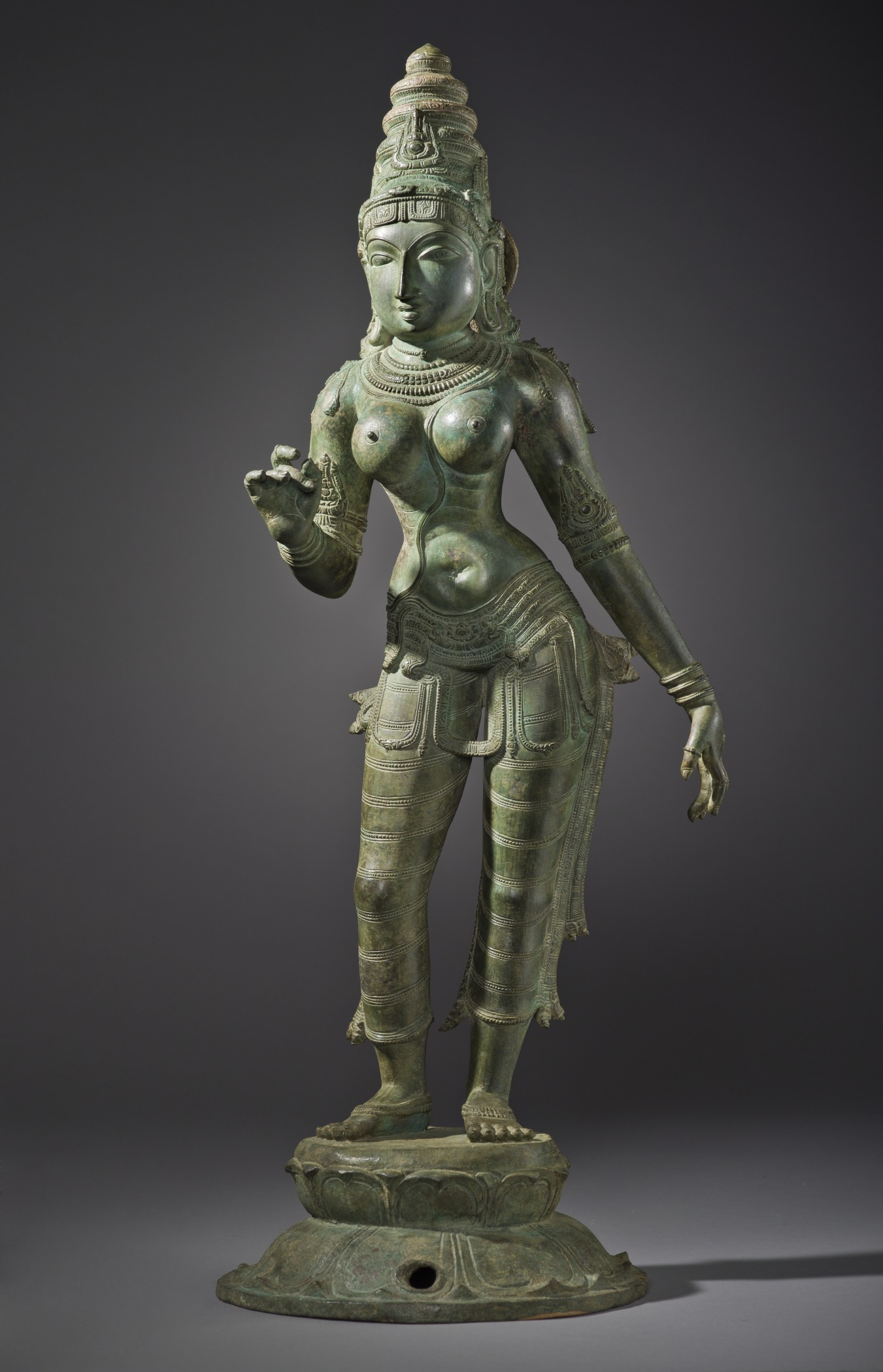
Бху-деви

Обе супруги, Шри-деви и Бху-деви, богато украшены драгоценностями и цветочными гирляндами. Внешне они похожи друг на друга как сестры-близнецы. Их можно отличить по характерным приметам. У Шри-деви есть женский нагрудный пояс (kucabandha), в то время как Бху-деви носит священную нить брахманов яджнопавита (IAST: yajñopavīta). Однако за обилием украшений посетители храмов не могут разглядеть такие подробности. Богинь можно отличить по композиции божественной троицы. Шри-деви всегда находится справа и чуть ближе в Нараяне, в то время как Бху-деви стоит от него справа. Близость Шри-деви объясняется её статусом первой и главной жены. Хотя Шри-деви в народной традиции является первой, Бху-деви считается самой любимой женой. Обе склоняются к своему возлюбленному — каждая со своей стороны. Бху-деви может быть немного крупнее, чем Шри-деви. Обе богини могут также не стоять, а сидеть у стоп своего повелителя.
Эпоху правления Гуптов в IV—VI веках называют «золотым веком» художественных образов Вишну и его супруг. В период Гуптов произошло оформление канонов изобразительного искусства, архитектуры, литературы и философии вайшнавизма. Правители рода Гуптов покровительствовали художникам, строили храмы и развивали образ Бхуми в Северной и Центральной Индии. На одном из ранних иконографических представлений в Храме Дашаватара, построенном между 500 и 550 годами, Вишну возлежит рядом с Бхуми. В роли заботливой богини Земли она массирует своему супругу стопы.

Вишну с Бхуми и другими спутниками. Храм Дашаватара, Деогарх
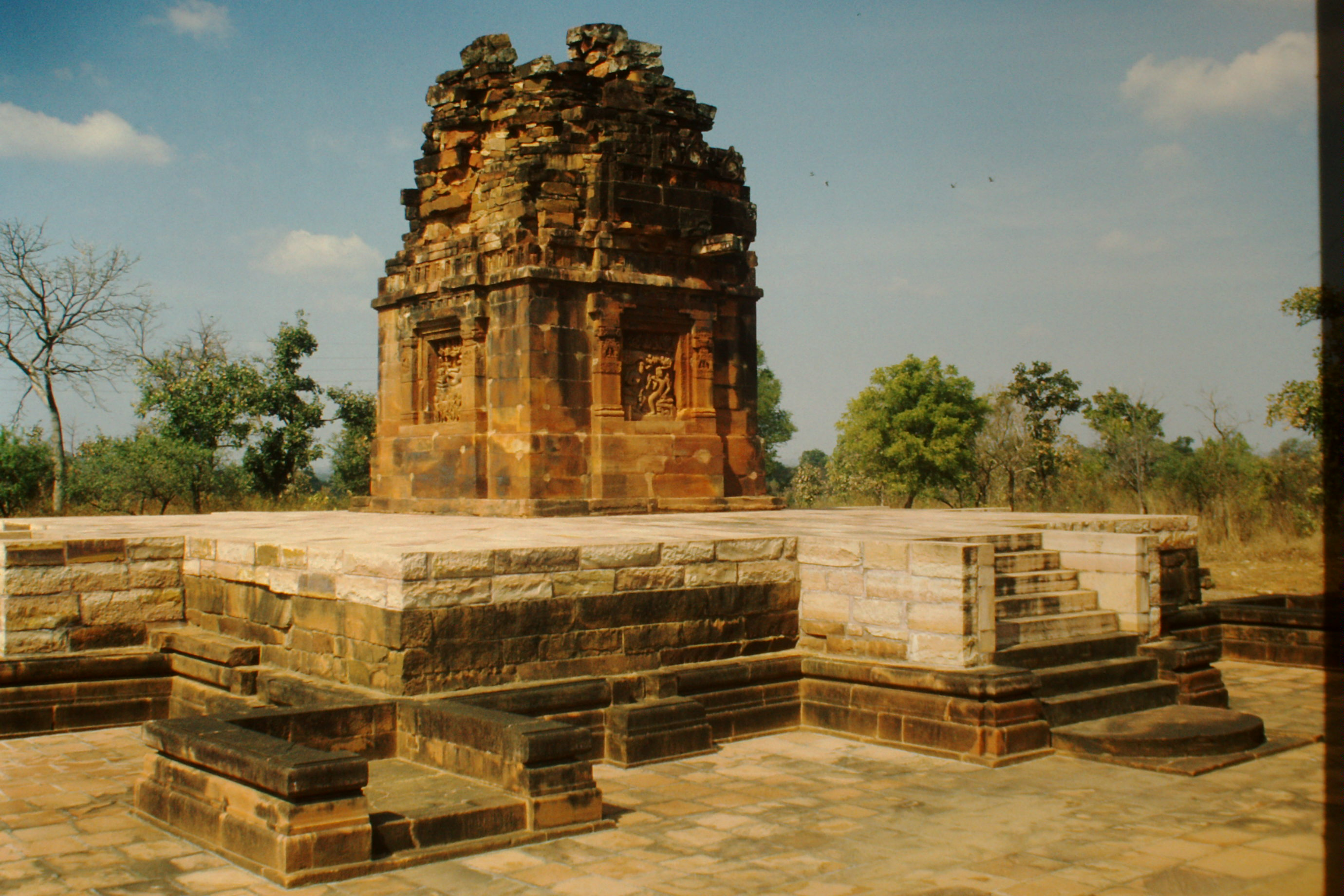
Панорама платформы, на которой находится Храм Дашаватара
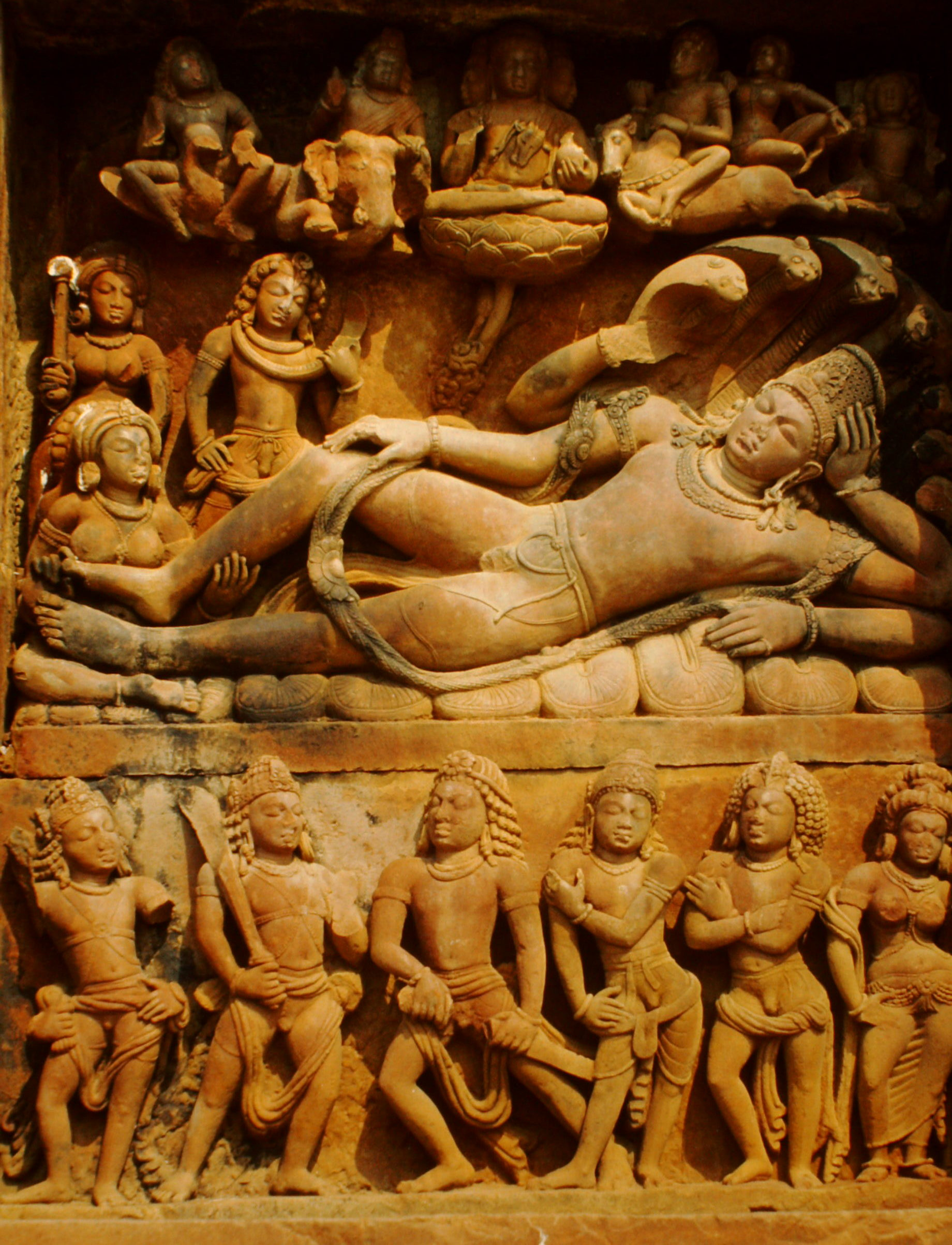
Общий вид композиции Вишну с Ананта-Шешей
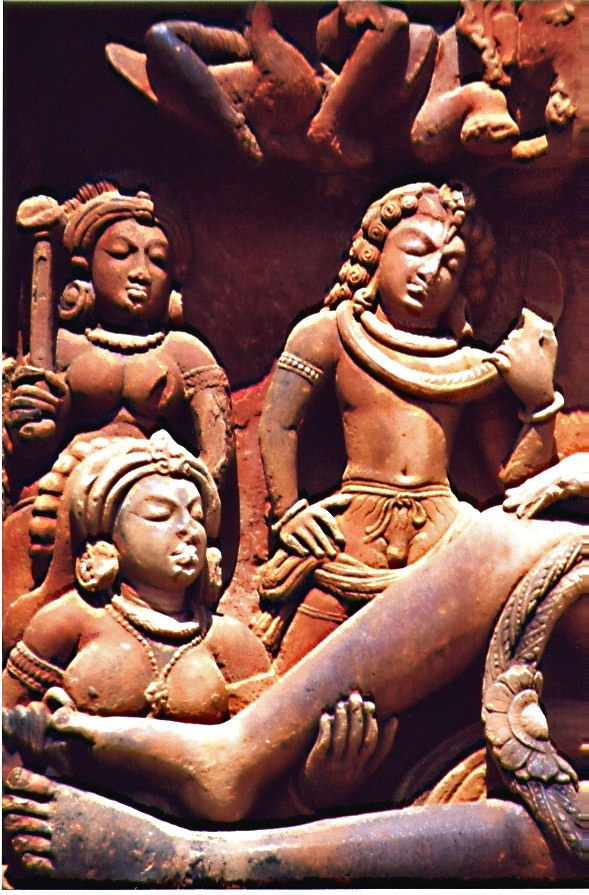
Бху-деви массирует стопы Вишну
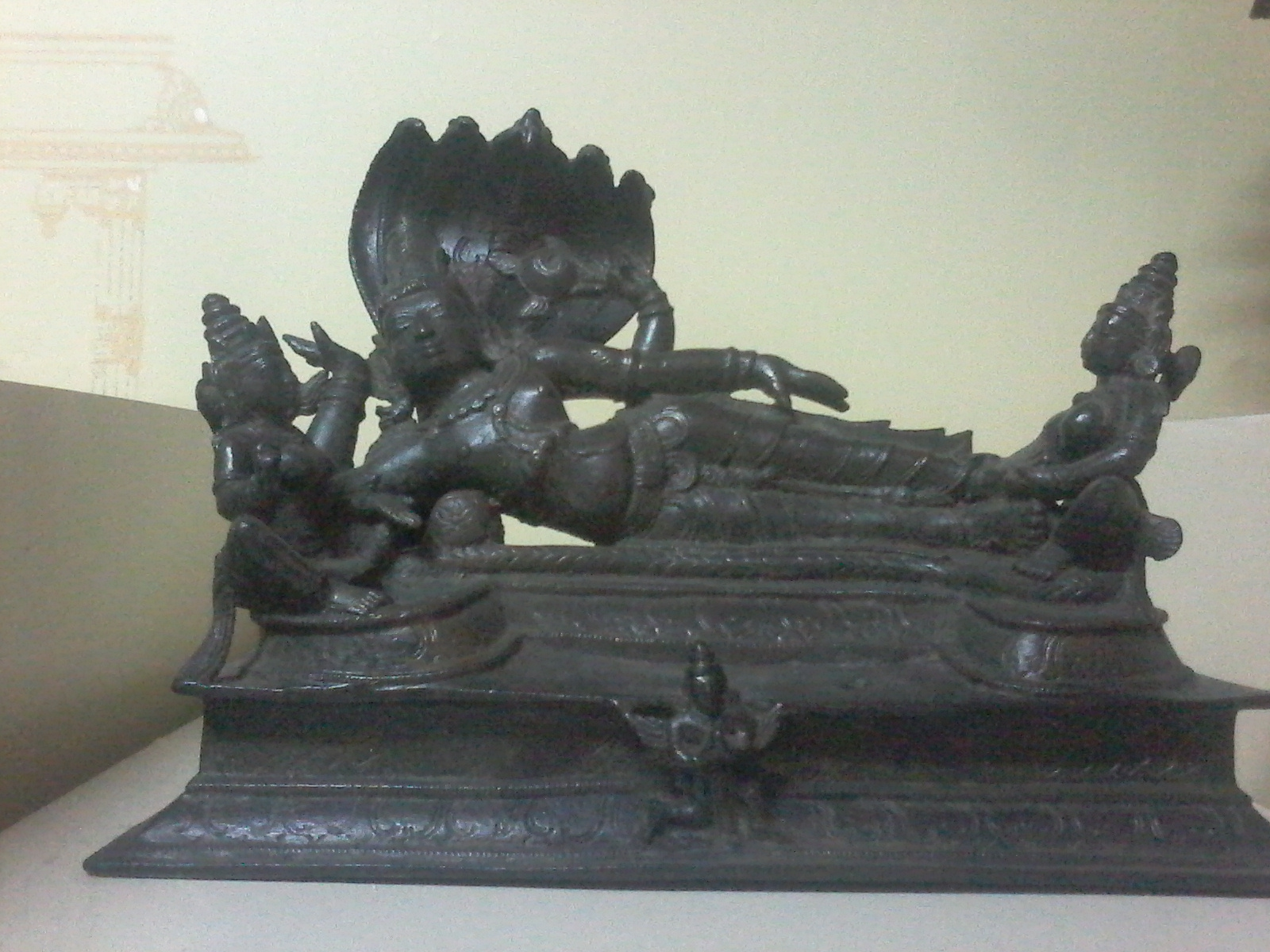
Современное представление: Вишну в окружении Шри-деви (возле головы) и Бху-деви (возле стоп)

В период Гуптов возникли самые ранние изображения Бхуми, где она представлена в паре с Варахой. В иконографии индуизма их чета известна как «Бху-Вараха» (IAST: Bhū-Varāha). Для правителей Вишну-Вараха олицетворял хранителя порядка на Земле, защитника и господина всех живых существ. Всесильный Варах стал их излюбленным. Хрупкая женская фигурка Бхуми держится за клык могучего Варахи, поднимающего её из океанской пучины. В Южной Индии, прежде всего в Тамилнаде, поклонению Бху-Варахе покровительствовали правители рода Паллавов. Благодаря их усилиям история Бху-Варахи воплощена в камне как ода спасителю Вишну. На териоморфных изображениях, датируемых VII веком, Бхуми представлена сидящей на бедре супруга. Вараха может поднимать её рукой вверх или же богиня изящно сидит на его правом клыке. На других южноиндийских изображениях, как например в пещерном храме Намаккала VIII века, Бхуми представлена со сложенными в молитве руками, возносящая благодарность своему спасителю.

Ранние каменные изображения Бху-Вараха
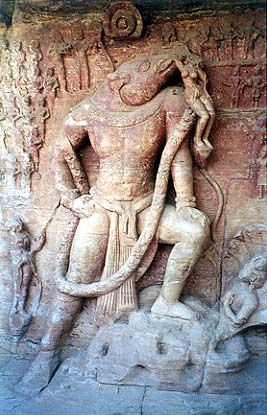
Пещерные храмы Удаягири, пещера №5, 380—401 годы
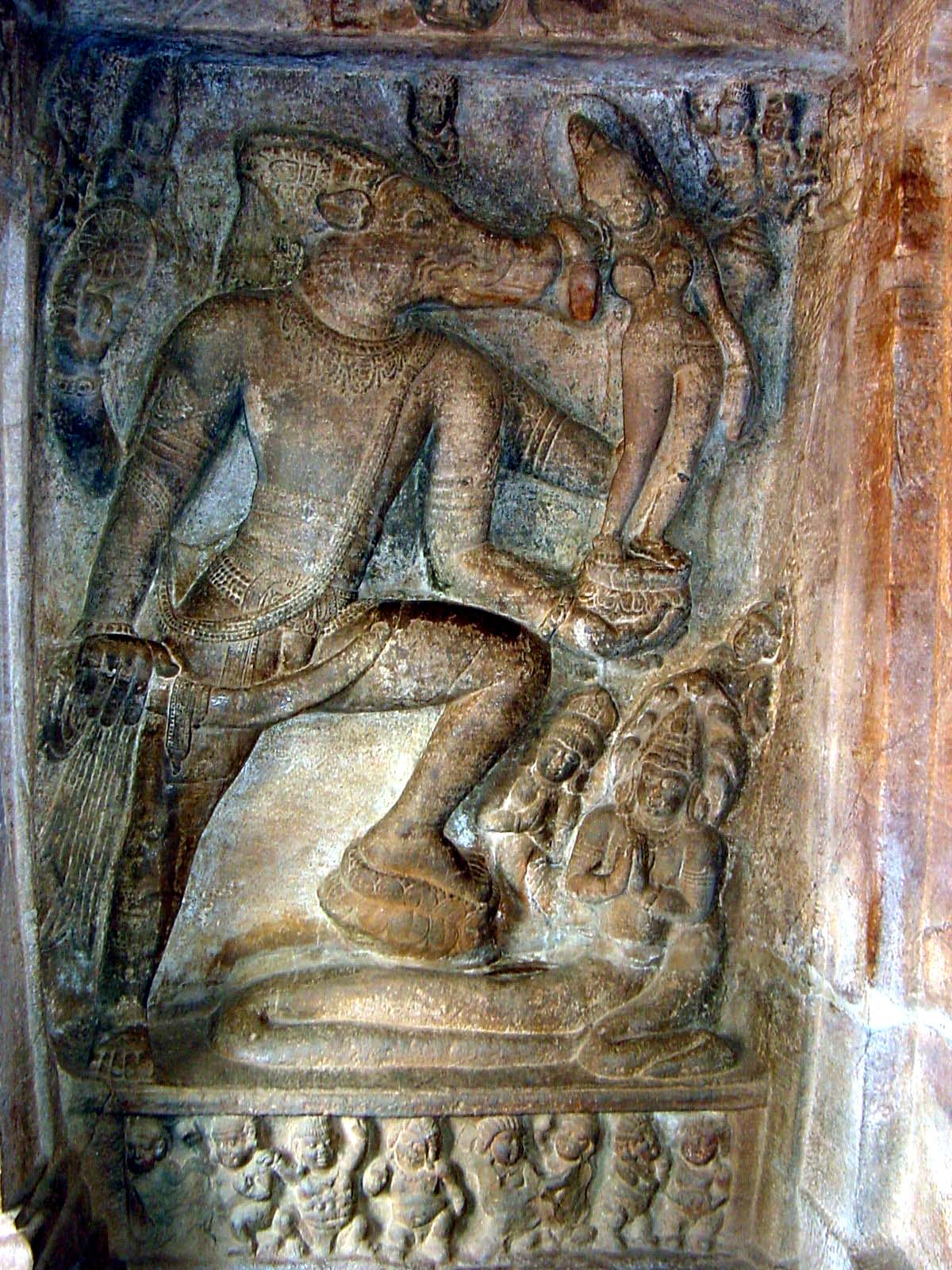
Пещерные храмы Бадами, пещера №2, 540—578 годы
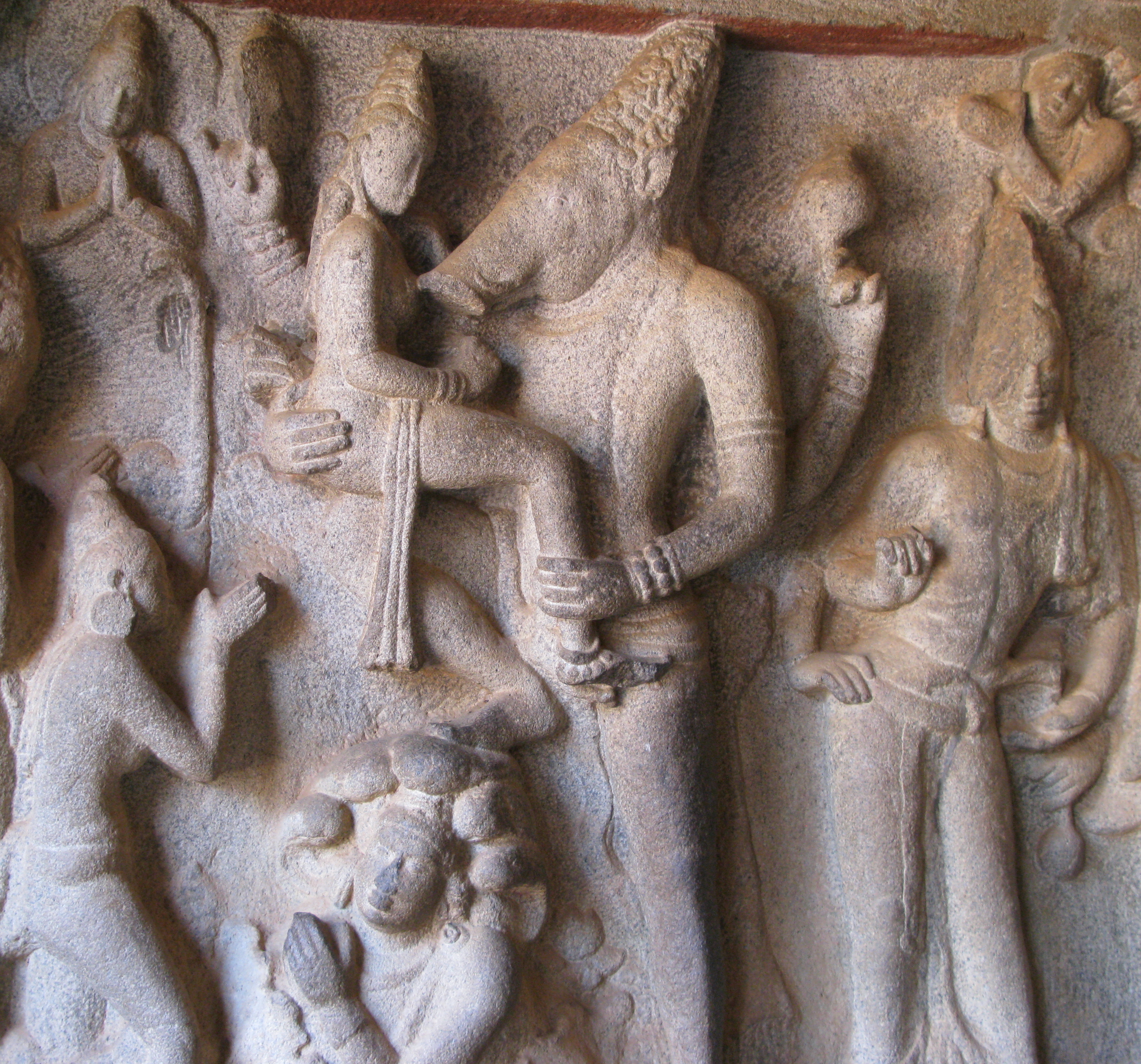
Пещерный храм Варахи, Махабалипурам, VII век
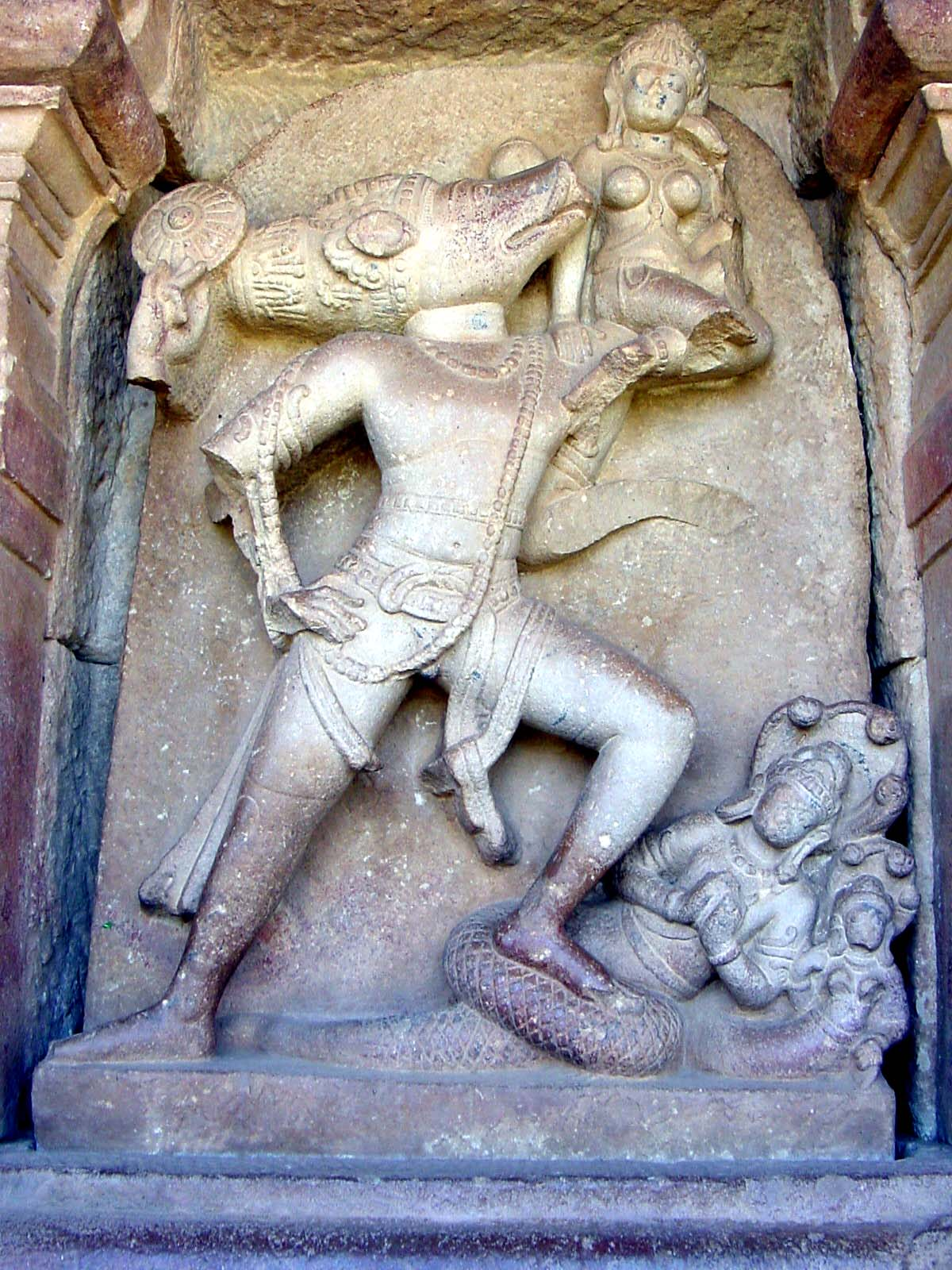
Храм Дурги в Айхоле, конец VII века

## Андаль — воплощение Бхуми

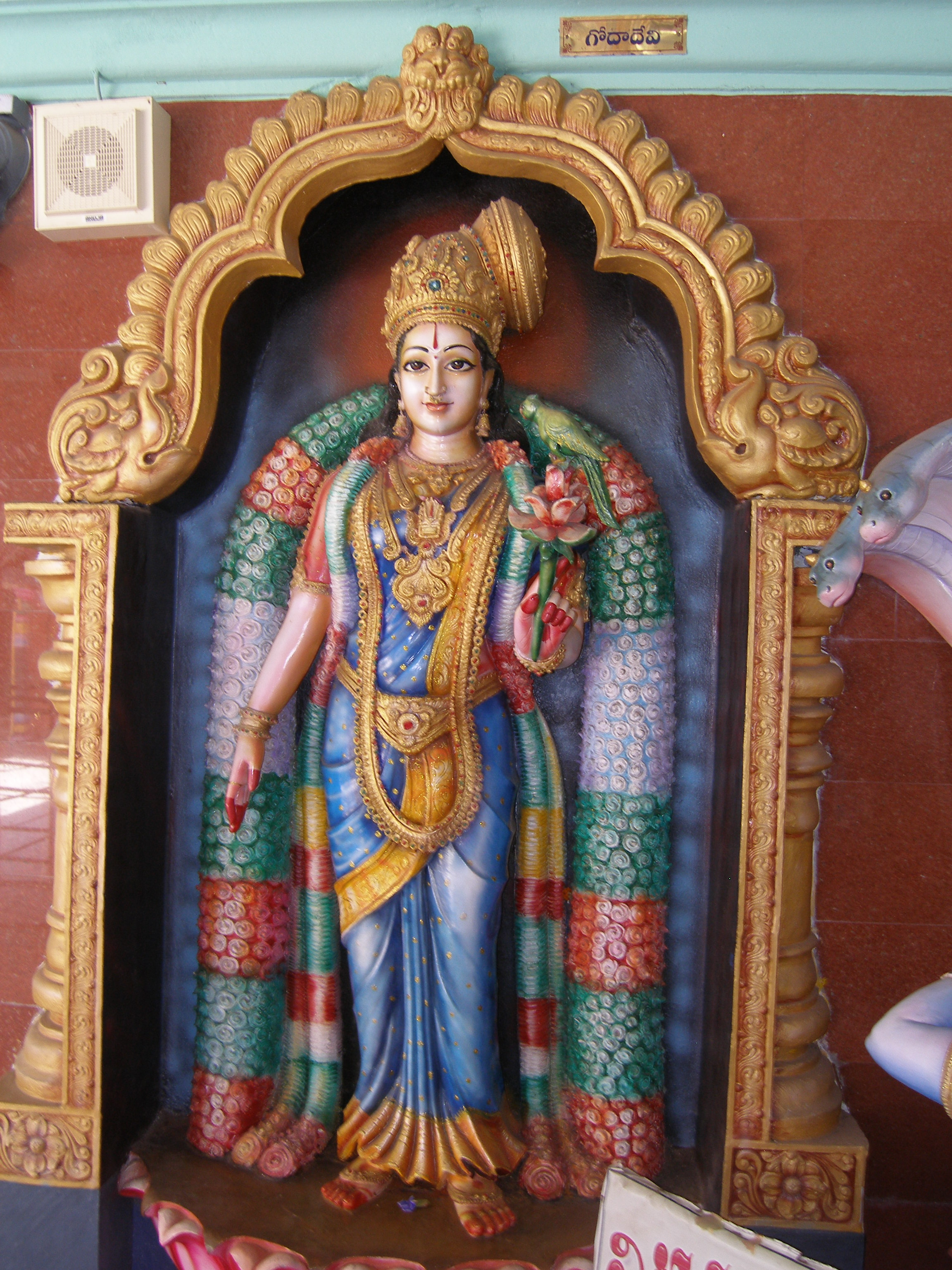
Изображение земного воплощения Бхуми, Андаль, в Храме Нараяна-Тирумала, Шрикакулам (Андхра-Прадеш)

Искусная поэтесса Андаль, жившая в IX веке, популярна в вайшнавском сообществе и благодаря своей любовной поэзии получила признание как образец бхакти. С XII века Андаль считается земным воплощением богини Бхуми. О её рождении сохранилась занимательная история в агиографии «Гуру-парам-парапрабхавам». Эпос «Рамаяна» повествует о том, что царь Джанака вспахивал поле для подготовки жертвоприношения и из борозды родилась богиня. Джанака назвал её Ситой и воспитал как собственную дочь. История повторилась, когда преданный Вишну, Перияльвар (Вишнучитта) в саду туласи, за которым он ухаживал, нашёл младенца. Перияльвар оставил ребёнка себе и воспитывал как приёмную дочь. Предание гласит, что подобно легендарной Сите, Андаль чудесным образом проявлялась из Земли. В поздней традиции шри-вайшавизма её полностью отождествляют с самой матерью-Землёй, которая родилась, чтобы предложить своим детям более лёгкий путь к освобождению (мокше) благодаря бхакти. К XVII веку восприятие Андаль как Бхуми окончательно укрепилось, что нашло отражение в красочных историях о её чудесном снисхождении на Землю. Легенда города Шривиллипутура, где родилась Андаль, гласит, что пятилетняя девочка вышла из священного туласи. Перияльвар назвал её «Котаи» (IAST: Kōtai) и развил в ней любовь к Вишну. Она была никто иной, как Бхуми, пришедшей на Землю по воле Вишну, чтобы мир увидел его божественность благодаря чистой преданности своей возлюбленной.
Андаль стала единственной женщиной из двенадцати святых поэтов-альваров. Их общие поэтические сочинения составляют тамильский сборник «Дивья-прабандха» («божественное собрание четырёх тысяч стихов»). В Южной Индии собрание сочинений почитают как «тамильские веды». Альвары считаются эманациями («амша») Вишну и его божественных атрибутов. Среди них Андаль признана земным воплощением второй супруги Вишну. Южной Индии Андаль известна также под именем «Года» (Goda), одна из супруг Вишну, приносящая благо. Её близость к Вишну на правах супруги поставила Андаль намного выше других альваров, что привело к особому почитанию Андаль. Поэтесса воспевала Вишну, представляя себя в роли его возлюбленной:
Много лет назад ради невесты на выданье, Земли,
покрытой зеленью,
Он (Вишну) принял неприглядный образ вепря,
с чьего тела капает вода.
Повелитель Тируварангама (Шрирангама), тот самый ослепительный,
обольстил меня своими речами.
Теперь они никогда не покинут моего сердца.Андаль. Отрывок из Наччияр-тирумоли, стих 11.8. Пер. Венкатешан А.

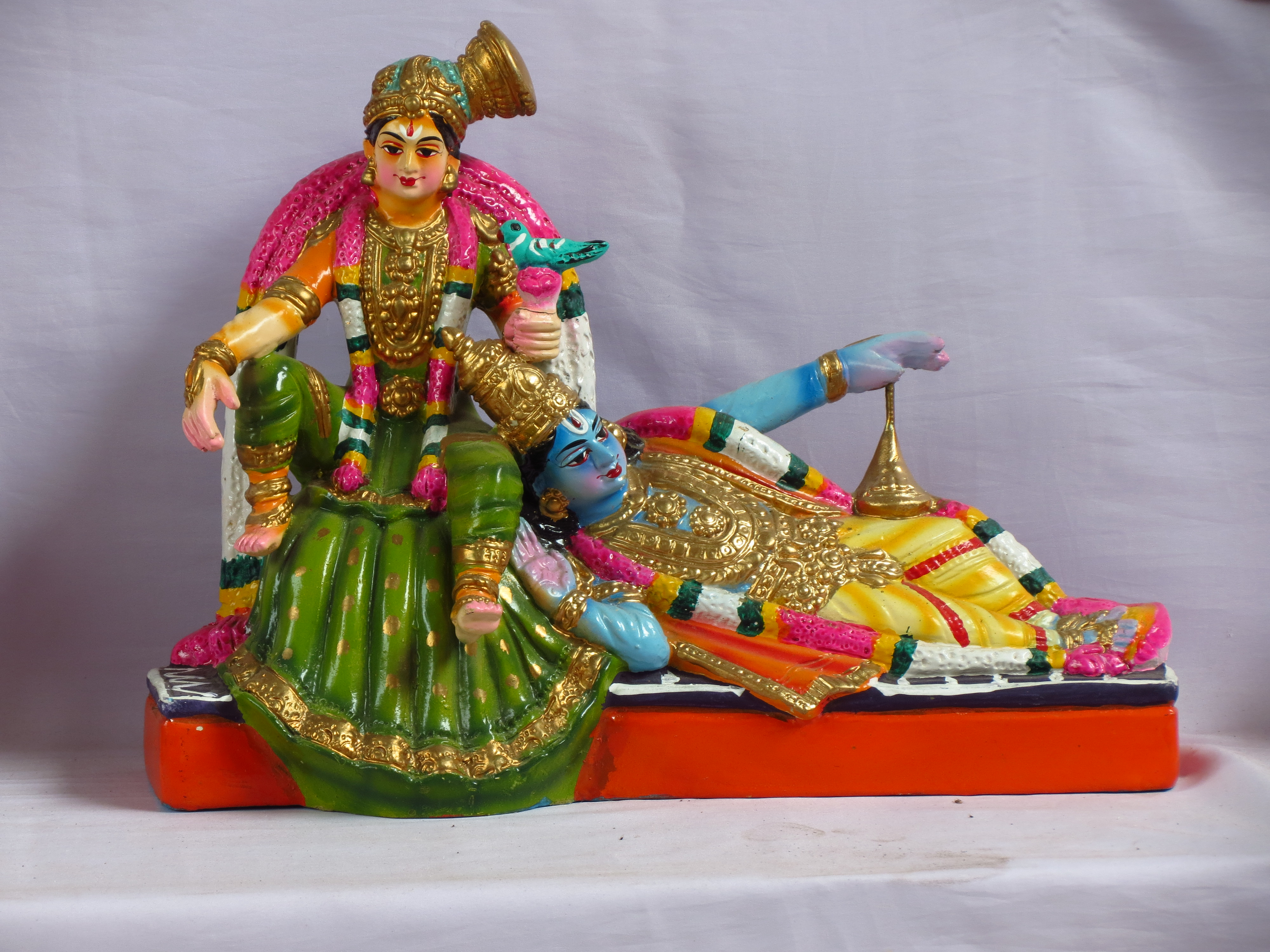
Изображение Андаль с возлюбленным Вишну

После XVII века отождествление Андаль с Бхуми стало настолько полным, что их художественные изображения практически идентичны. Любой образ Бхуми считается изображением Андаль и наоборот. Стихи Андаль, прежде всего, поэма «Тируппавей», очень популярны среди последователей Вишну. Её почитание проникло далеко за пределы Индостана — везде, куда распространился вайшнавизм. Образ Андаль повсеместно присутствует в вайшнавских храмах в США, включая Атланту, Питтсбург, Ливермор и Малибу, где есть святыни, посвящённые Андал.

## Воспевание Бхуми
В честь Бхуми сочинено несколько произведений в стихах, среди которых выделяется «Притхиви-сукта» из «Атхарваведы» и «Бху-стути», составленная Венкатанатхой для восхваления Лакшми.

### Притхиви-сукта

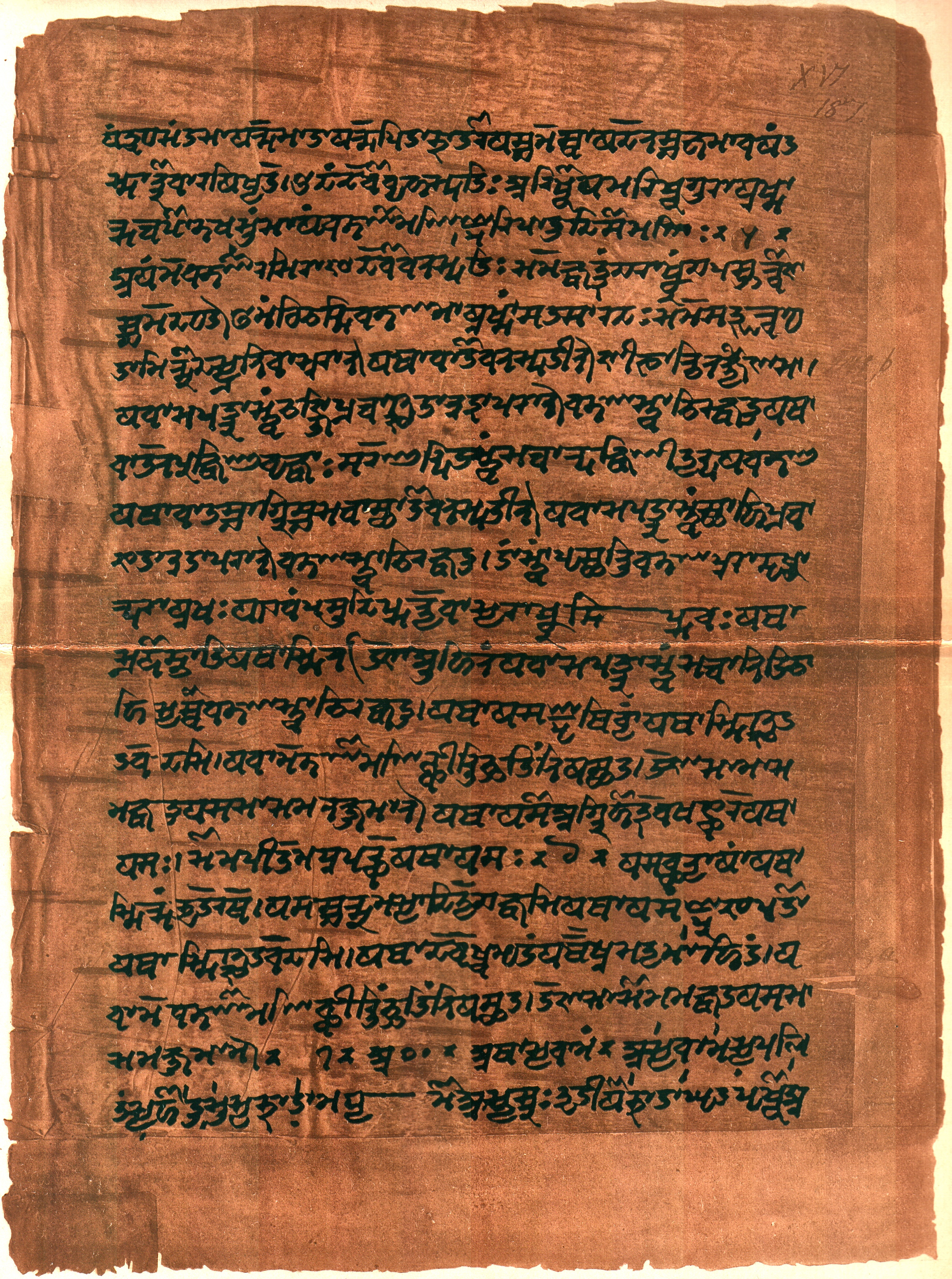
Страница «Атхарваведы», фотография 1905 года

«Притхиви-сукта» (IAST: Pṛthvīsūkta) — ведийский гимн, посвящённый богине Земли, входящий в состав «Атхарваведы» (стихи 12.1-63). Её сочинение приписывают мудрецам Бхригу и Ангирасу. «Притхиви-сукта» известна как первый гимн Земле. Он состоит из 63 стихов и воспевает богиню Притхиви как источник всех живых существ. Как мать всего сущего Земля в равной мере одаряет всех своими дарами и благом. Материальный мир представляет тело Земли. Она безмерно терпелива к своим созданиям. В гимне упоминаются все ведийские боги. Её измерили Ашвины, по Земле ступала нога Вишну, Индра освободил Землю от своих врагов. В течение всего гимна к Земле обращается молитва о поддержке и избавления от гнева богини.

### Бху-стути

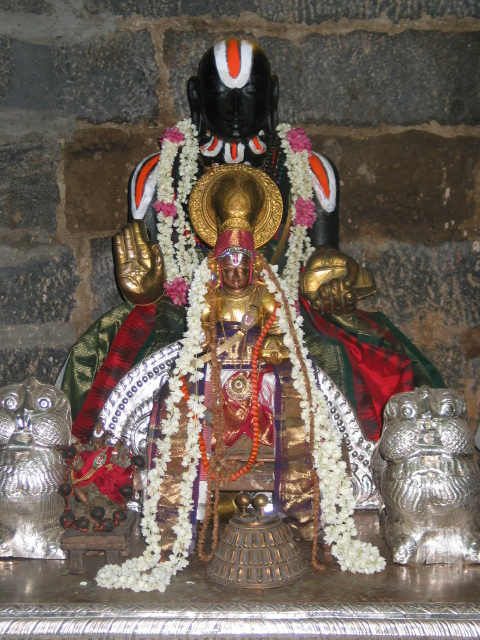
Большое и малое мурти автора «Бху-стути», Венкатанатхи

Венкатанатха, один из наиболее талантливых учителей вайшнавизма, сочинил стихи, восхваляющие трёх возлюбленных Вишну. Они посвящены Шри-деви, Бху-деви и Годе, то есть Андаль. Все 33 шлоки (стиха) «Бху-стути» (IAST: Bhūstuti) превозносят богиню как супругу Вишну и воплощение милосердия/терпения (IAST: kṣamā). Доказательством её милосердия является спокойное отношение и терпение богини ко всем разумным существам. Вступительная шлока посвящена особой роли Бхуми. Вишну в образе Варахи проявил милость и спас её по своей воле. Венкатанатха неоднократно обращается к этому обстоятельству в течение всего произведения. Шлоки с 14 по 18 обстоятельно повествуют о спасении Земли. Вишну нежно обнимает её, спасая от ужасной участи. В завершение Бхуми восседает на плече Варахи, откуда, как считается, она правит миром. В 14 шлоке автор объясняет, что похищение Бху-деви демоном Хираньякшей было ни чем иным, как игрой-лилой, которая позволила Вишну проявить свою безграничную милость ко всем живым существам Земли. В 6 шлоке перечисляются имена Бхуми, которые раскрывают её божественные качества. Среди эпитетов богини выделяются «стойкая» (IAST: Acalā), «неизмеримая» (IAST: Vipulā), «опора всех созданий» (IAST: Vasundharā). В течение всего произведения подчёркивается роль богини в качестве посредника между человеческой душой и Вишну. Она может ходатайствовать перед своим супругом о преданном бхакте. Её помощь является чертой, присущей и остальным возлюбленным Вишну. Заступничество может проявить и Шри-деви, и Года. В произведении есть несколько метафор, пересекающихся в стихах трёх богиням. Самой яркой является сравнение богини с деревом исполнения желаний. Все три возлюбленные Вишну проявляют себя как терпеливые матери, которые прощают непоседливого ребёнка за любой его проступок. Предпоследняя 32 шлока заканчивается описанием символического образа Варахи, поднимающего на своём клыке Бхуми из океана пралайи, держа ноги богини на ладони своей правой руки.
О Бхуми-деви, у которой океаны являются покровом!
Твой Господь вошёл в могучие воды пралайи, своей гигантской формой он коснулся неба и огромные воды выглядели как мелкий пруд.
Воды потопа текли по небу. В сравнении с Вишну глубина океана была словно лужа, возникшая от копыта телёнка. Форма Бхагавана Варахи росла и росла, и коснулась небес.
Он увидел тебя и поднял, обнял тебя и поместил на свой клык, чтобы вернуть тебя в свою высшую обитель.
Ты смотришь на него с великой любовью и восхищением.
Его радость вздымалась и текла подобно океану блаженства. Казалось, что Бхуми-деви помогла создать океан блаженства, чтобы Господь мог прийти…Венкатанатха. «Бху-стути», шлока 16. Пер. В. Сатакопана

## Святые места Бхуми

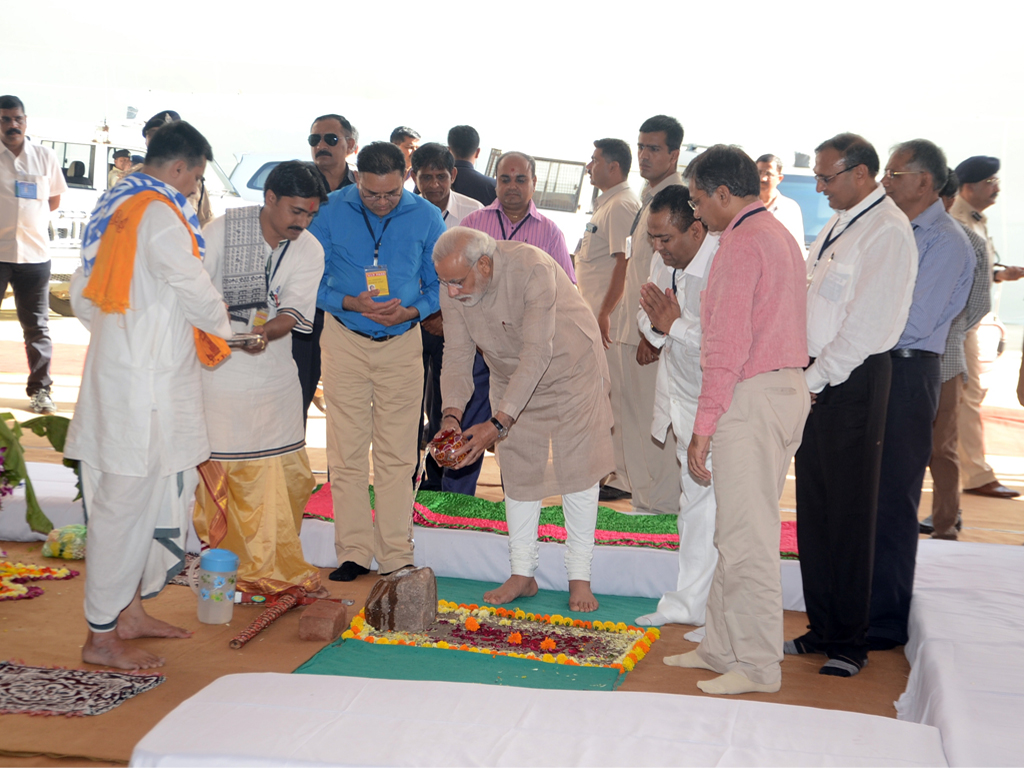
Премьер-министр Индии Нарендра Моди проводит пуджу Бхуми в честь закладки госпиталя в Сурате, 2013 год

При закладке первого камня любого строения в Индии принять проводить ритуал почитания Земли — «бхуми пуджу». Однако в отличие от Лакшми, для которой воздвигнуто множество храмов, Бхуми не имеет храмов, посвящённых исключительно ей. В то же время в честь богини есть несколько важных священных мест («стхала», sthala), где в Южной Индии её почитают как супругу Вишну. Самым главным из них считается Храм Уппилиаппан (Uppiliyappaṉ Temple, Arulmigu Oppiliappan Temple), известный как Храм Тирувиннагар Венкатачалапати (Thiruvinnagar of Venkatachalapathy Temple). Святое место прославлено в поэтическом сборнике альваров «Дивья-прабандха», а значит, возникло с VI по IX века. Святыня входит в число 108 «Дивьядешам», которые нужно посетить в течение земной жизни. В Храме Вишну называют именем Уппилиаппан, а его супруга известна как Бхуми-деви.
Местная пурана (стхала-пурана) гласит, что у мудреца Маркандеи была дочь, которую он нашёл под растением туласи. Ею была никто иная как Бхуми, супруга Вишну. Четырёхрукий Перумал предстал перед Маркандеей под видом старого брахмана, одетого в рваную одежду с посохом в руке. Старик попросил у поражённого Маркандеи руки его дочери. Вначале мудрец отказался, однако вскоре стал понимать, что за обликом старика скрывается сам Вишну. В заботе о юной дочери Маркандея всё откладывал и откладывал решение, ссылаясь на то, что она молода, не умеет готовить и не знает, как добавлять соль в пищу. Тогда Вишну настоял, что он съест всё, что та приготовит. Отведав пищу без соли, Вишну взял Бхуми в жены. И по настоящее время пища для ритуального подношения Вишну в храме готовятся без соли. В день их свадьбы проводится храмовый праздник с большим числом масляных светильников. Считается, что Лакшми дает свой даршан и благословляет преданных светом светильников.

Храм Уппилиаппан (Тирунагешварам, Кумбаконам)
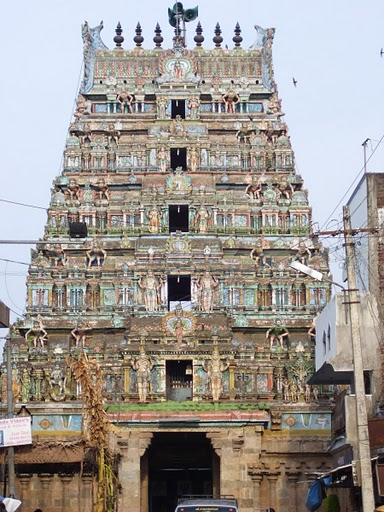
Раджа-гопурам (надвратная башня) храма
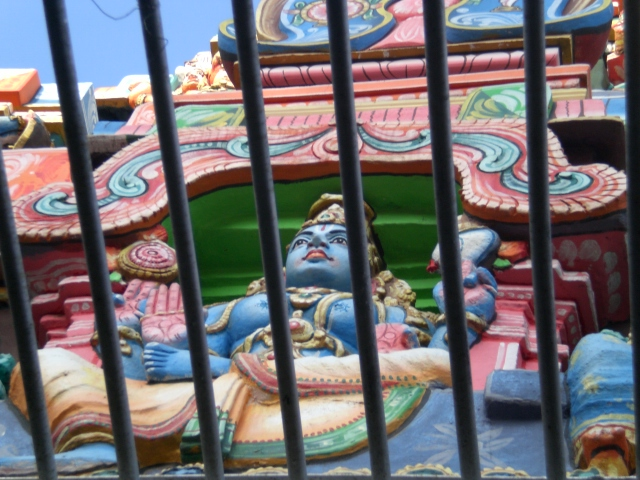
Образ Вишну проглядывает сквозь решетку позолоченной башни храма
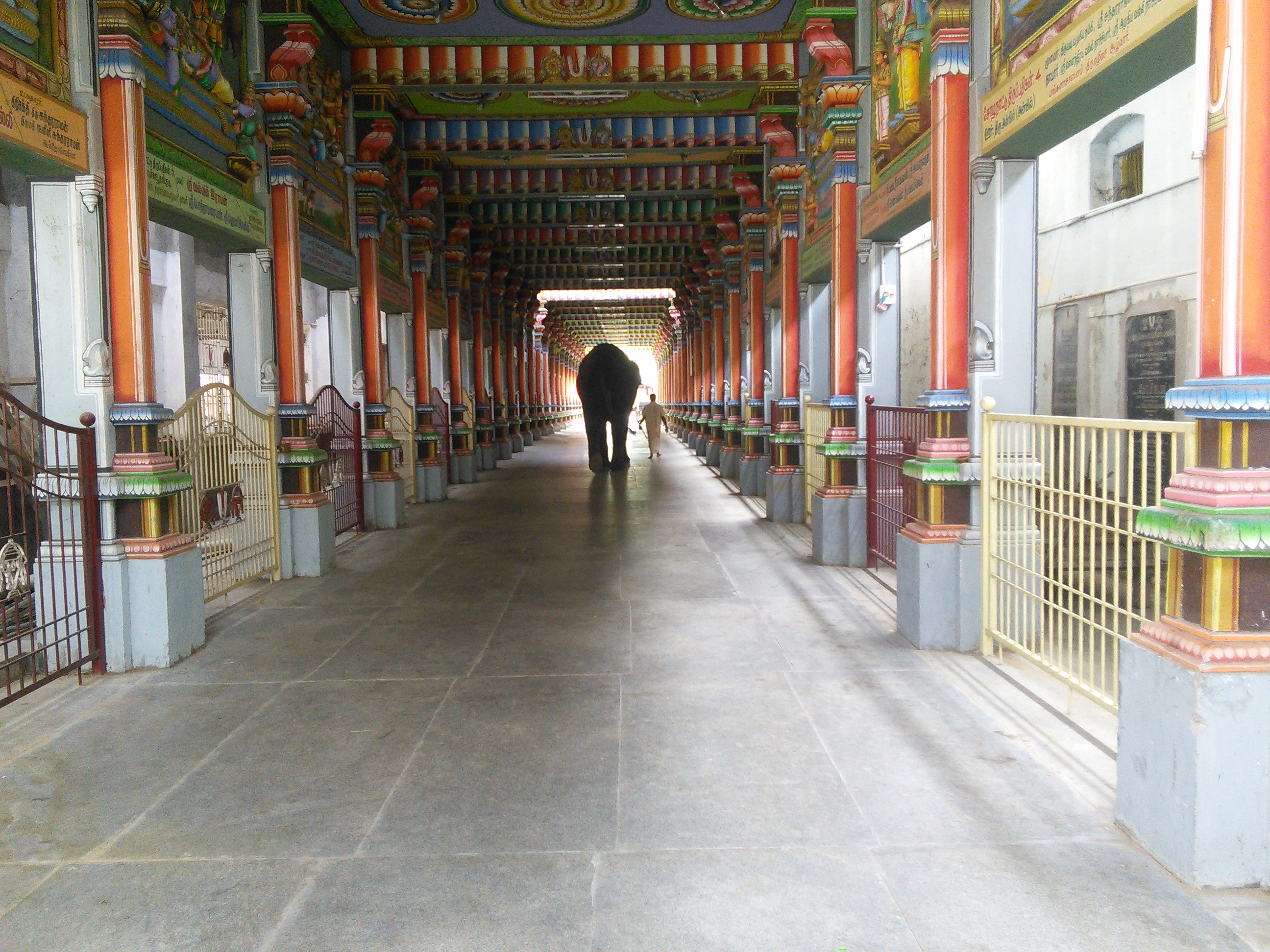
По колонным галереям вокруг храма может пройтись слон

Хотя история Бхуми тесно связана с Вишну в образе Варахи, Храм Уппилиаппан не считается священным местом Варахи. В святилище темноликий Вишну представлен в своём традиционном человекоподобном образе Перумала с четырьмя руками. Супруга Бхуми со сложенными в приветствии ладонями сидит справа у ног Вишну. Её отец Маркандея также со сложенными ладонями, сидит на коленях напротив неё слева от Вишну.
Храм Нитья-Кальяна Перумал (Nithyakalyana Perumal temple), известный также по названию местности как Храм Тирувидандай (Thiruvidandai temple), является ещё одним местом, где почитают Бхуми. Как и предыдущая святыня, Храм воспет альварами в «Дивья-прабандха» и входит в число 108 «Дивьядешам». Его постройка восходит к VII веку, когда правила династия Паллавов. Храмовая легенда также повествует о мудреце Маркандее. Однако в Тирувидандай у него уже 360 дочерей по числу дней в году. Вишну, спустившись на Землю как Вараха, женился на них всех. Каждый день он женился на одной из дочерей, пока все они не слились в одну богиню Бхуми. В святилище храма находится внушительный двухметровый образ Варахи с поднятой левой ногой. Его правая нога упирается в Ади-Шешу, а на бедре левой ноги сидит богиня Земли. Образ Вишну в храме называют Нитья-Кальяна Перумалом, то есть «Господом, который ежедневно женится», а его супругу — Комалавалли Таяр. Святое место является популярным среди ищущих супружеских уз. Ритуал посещения отчасти напоминает брачный обряд: посетители предлагают Вишну цветочную гирлянду, взамен в качестве прасада получают другую гирлянду и носят её на шее, обходя храм вокруг девять раз.

Храм Нитья-Кальяна Перумал (Тирувидандай, Канчипурам)
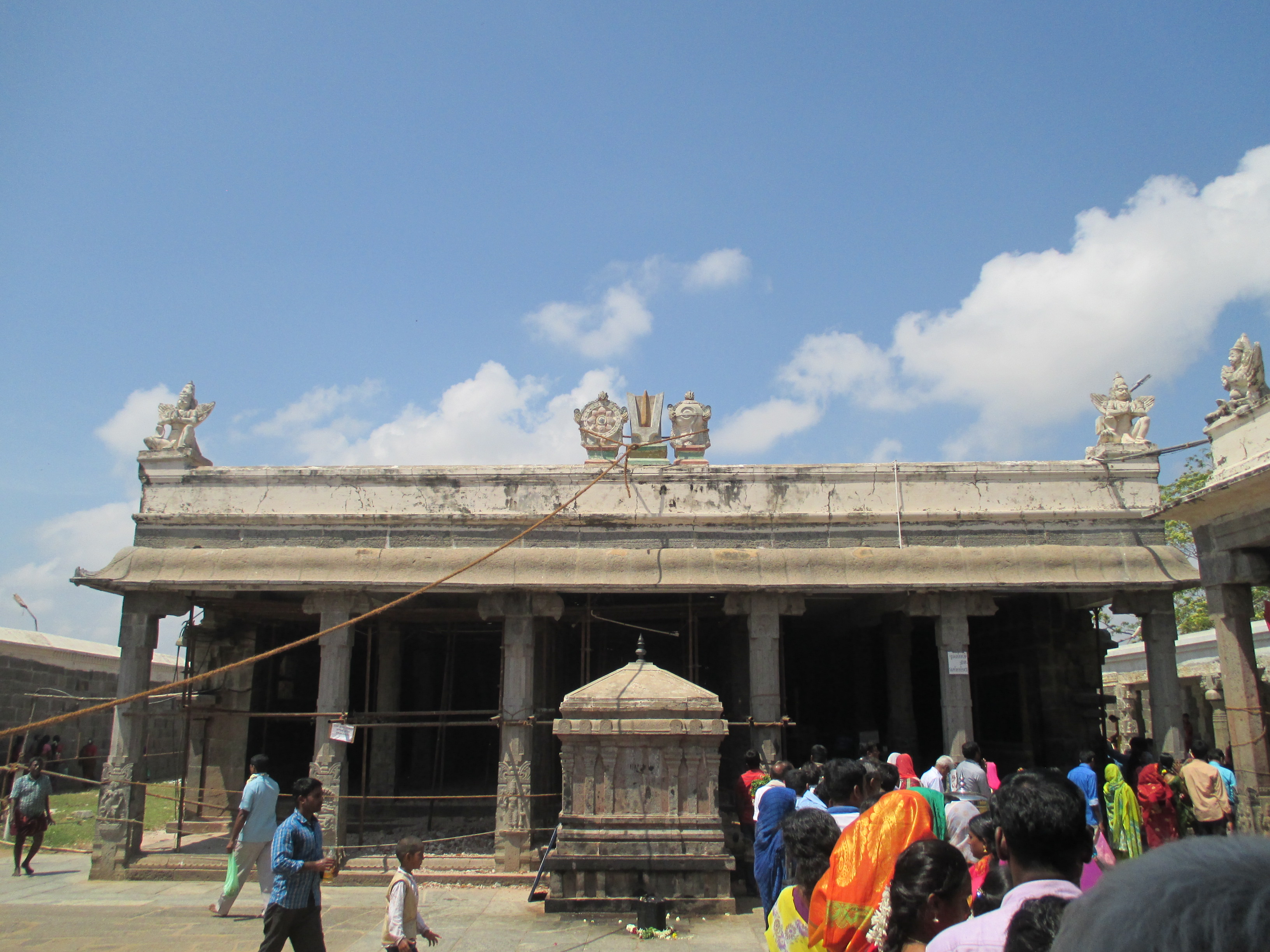
Мандапа перед входом в храм
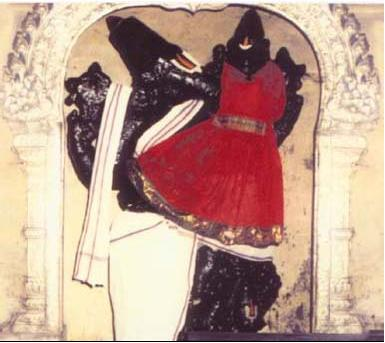
Святилище: Бху-Вараха
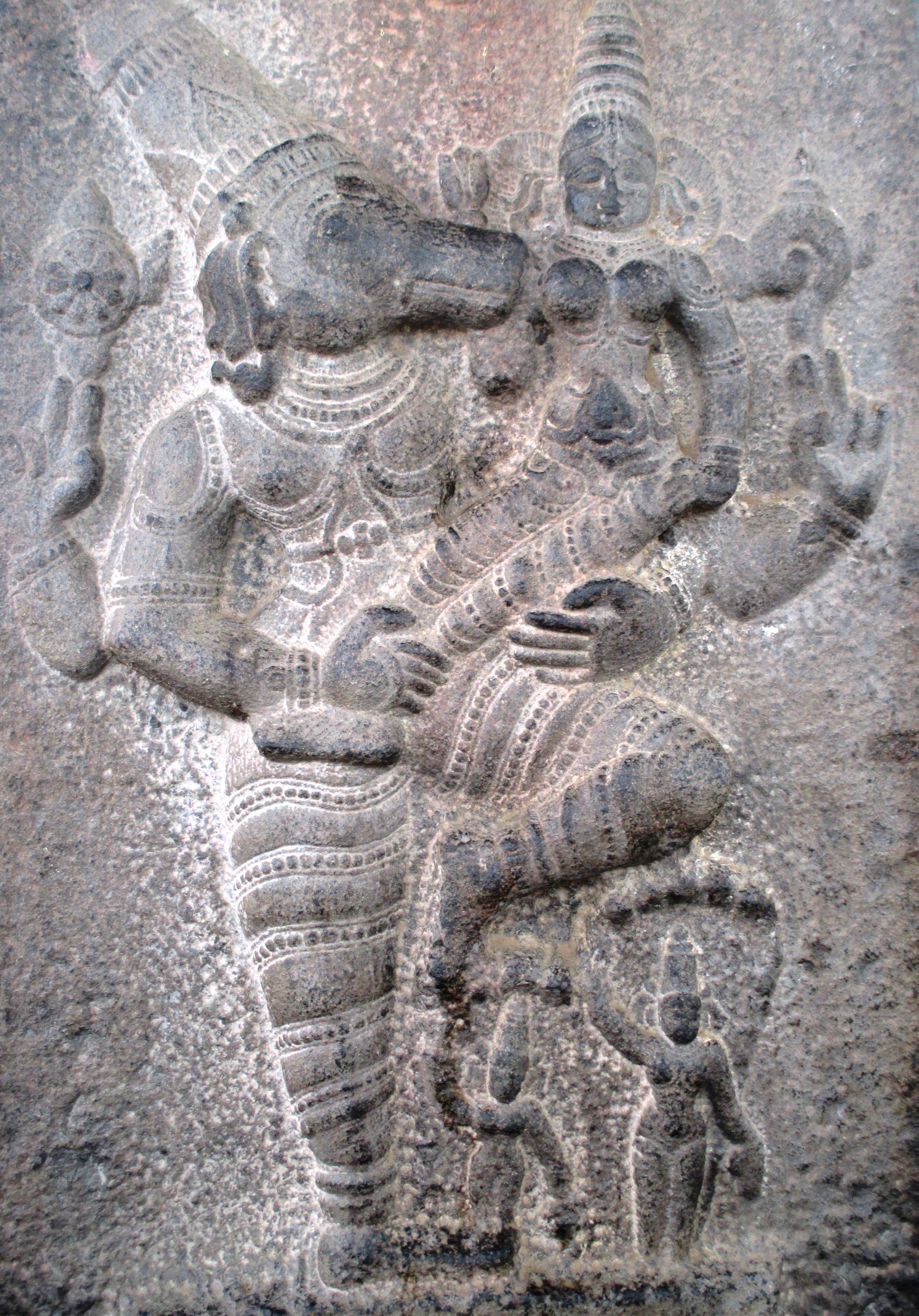
Каменные рельефы позволяют судить о внешнем облике божественной пары

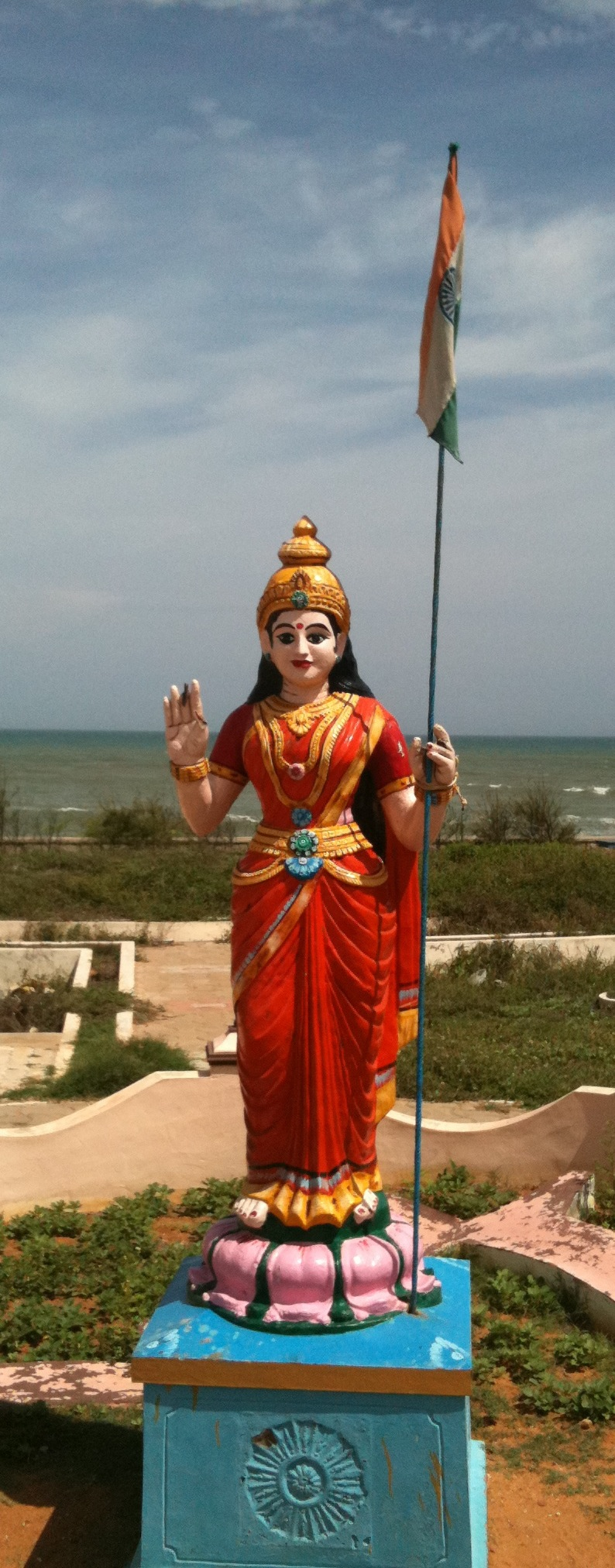
Статуя «Бхарат Мата» на мысе в Канниякумари (Тамилнад)

В конце XIX века под влиянием индийского национализма интерес к образу Бхуми возобновился. Индию стали называть «Бхарат Мата» (IAST: Bhārat Mātā), то есть «Мать Индия». Аналогичные национальные и политические движения возникли и в других странах («Родина-мать», «Мать Россия» и пр.). Апофеозом индийского национального движения стали произведения писателя Банкима Чандра Чаттерджи. Его песня «Банде Матарам» (IAST: Bande Mātaram, «Приветствую тебя, Мать») из романа «Обитель блаженства» стала гимном Свадеши в 1905—1908 годах. Культ «Матери Индии» окончательно сформировался в начале XX века в связи с сопротивлением британскому колониализму. Он сочетал в себе как религиозные, так и националистические черты. Родина предстает священной землей, почитаемой своими сыновьями и дочерьми.
В знаменитых эпосах и пуранах мифические и реальные горы и реки представляли тело матери Бхуми. Этот же образ переняли последователи «Бхарат Мата». Один из первых лидеров Индийского национального конгресса Савалай Рамасвами назвал их «опорами тела» Земли: образ Индии рисовался «не как карта, а как портрет Бхарат Мата: её города и горы, реки и джунгли формируют её земное тело». Все её живые создания — это её нервы, большие и маленькие. В конце XIX — начале XX веков в моду вошли географические карты, где тело богини покрывала карта территории Индии. К 1920-м и 1930-м годам изображение богини, покрытой картой Индии, стало настолько популярным, что в 1936 году в Варанаси открылся первый храм «Бхарат Мата» (Bharath Mata Mandir). Вместо изображений божеств всё его внутреннее пространство заполняет огромная рельефная карта Индии, вырезанная из мрамора. Считается, что храм, торжественно открытый Махатмой Ганди, является единственным уникальным храмом, посвящённым Родине-Матери. «Бхарат Мата» стала богиней национальной, культурной и географической самоидентичности. Как и Бхуми, её следует защищать и спасать от недоброжелателей. Таким образом, поэтический образ Бхуми преобразился в символ индийского национального движения.

Храм «Бхарат Мата» в Варанаси
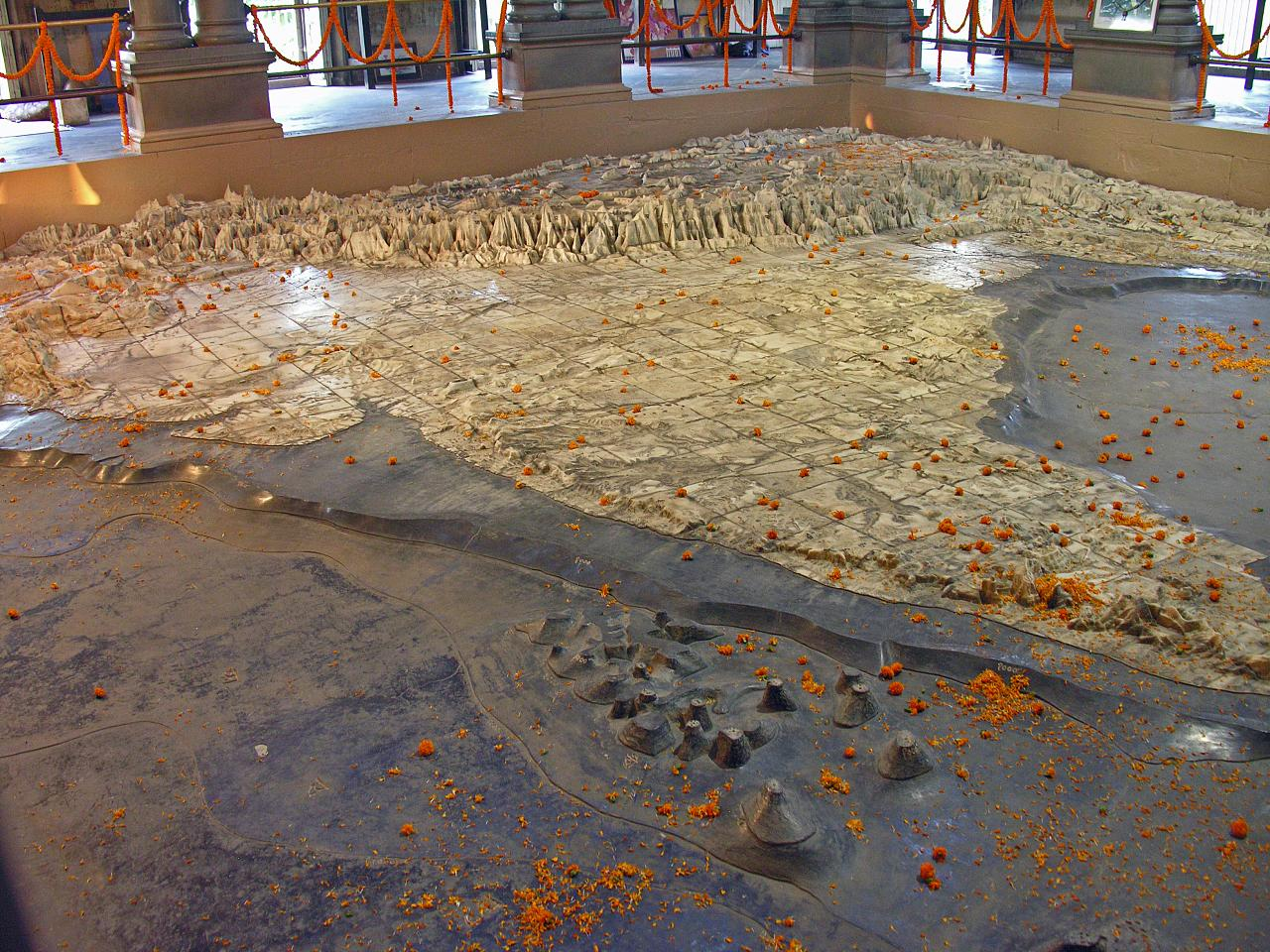
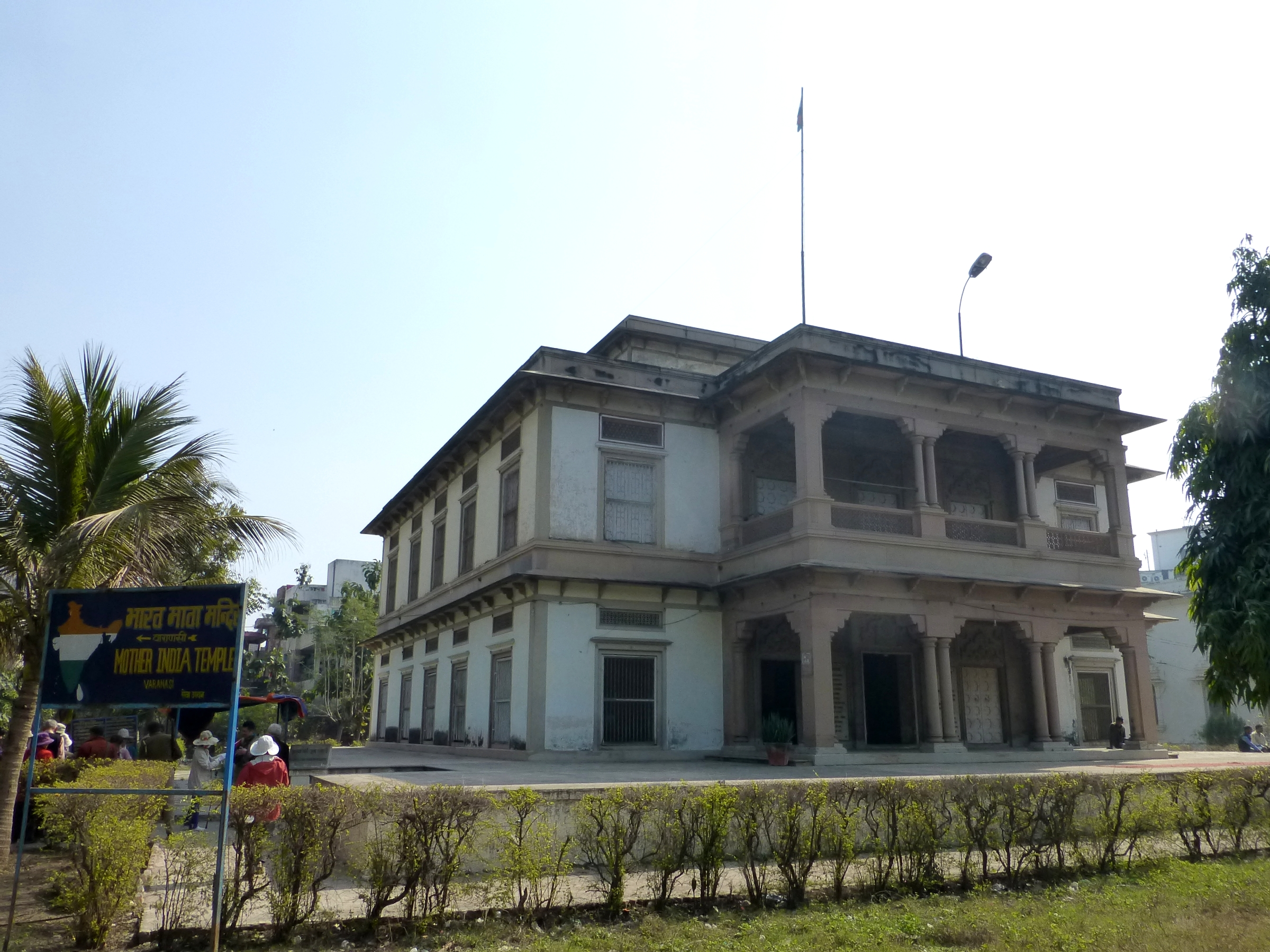
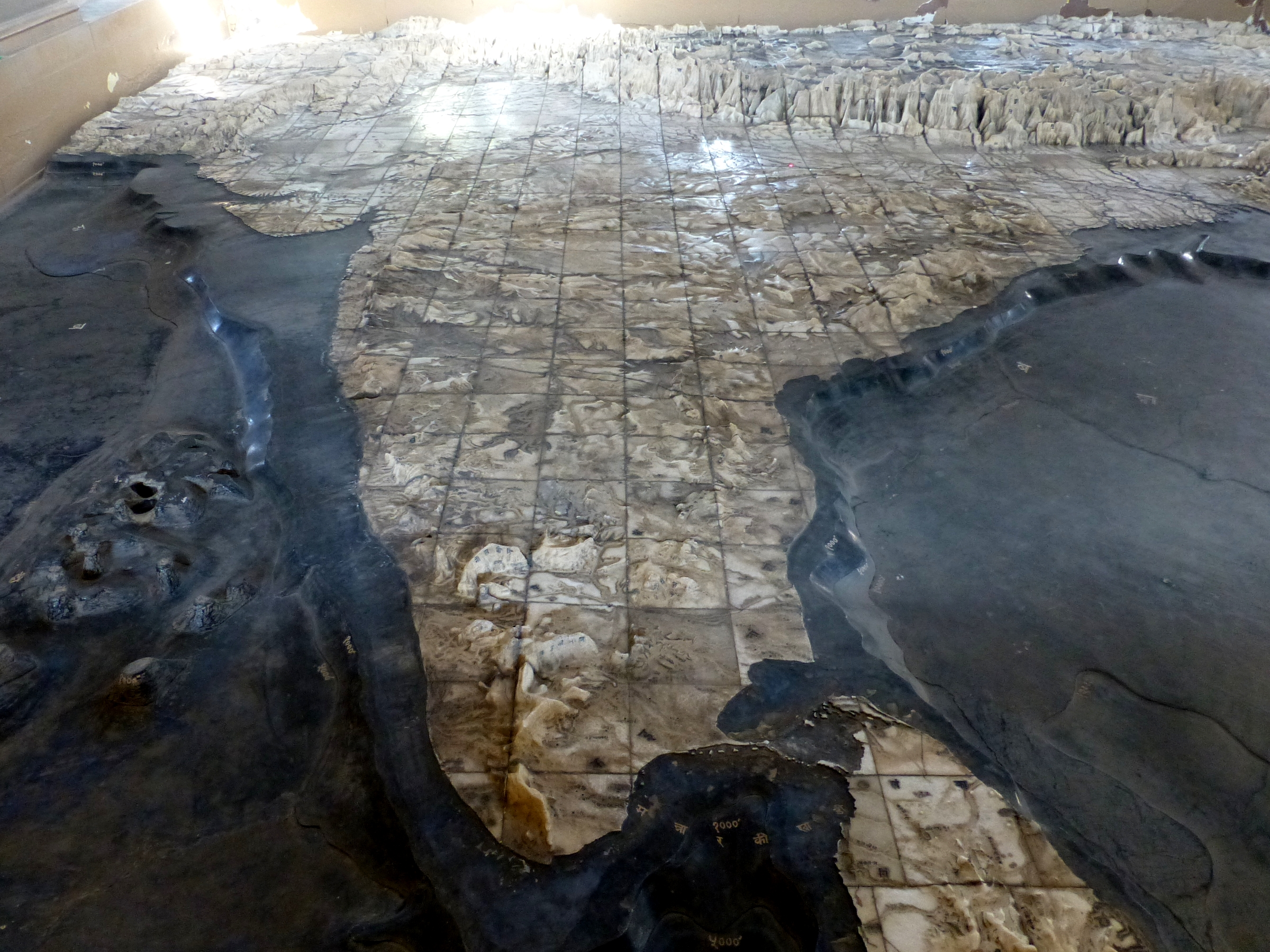

## Ритуальные рисунки колам

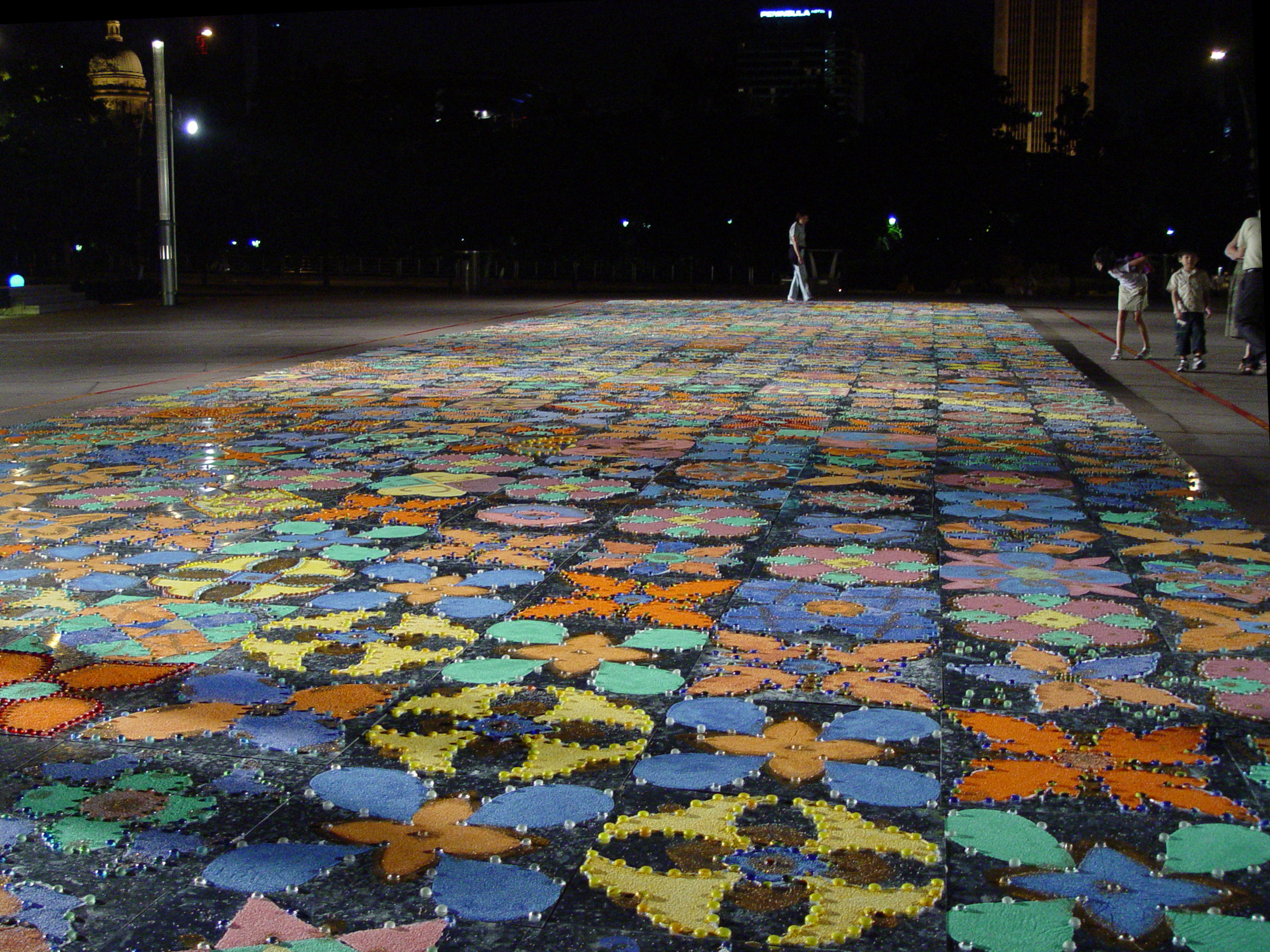
Театральная площадь в Сингапуре усеяна рисунками колам, 2005 год

Ко́лам (IAST: kōlam) — женское искусство отображения молитвы в рисунке. Колам является общеиндийской практикой и принимает различные формы. По всему субконтиненту колам известен как «ранголи» (хинди IAST: raṅgolī), «мандана» (радж. IAST: māṇḍanā) и «альпана» (бенг. IAST: ālpanā). Женщины рисуют благостные символы с помощью рисовой муки у порога дома, на входной двери или у корней деревьев. Рисунки создаются вручную, художницы рассеивают цветной порошок пальцами по поверхности. Молитвенные рисунки могут быть одноцветными, но чаще встречаются двух- и трёхцветные. Хотя считается, что колам призван приглашать в дом Лакшми, он тесно связан с символикой богини Земли. Колам может играть роль ритуала прощения. Изображение символов является средством почитания богини и испрашивания у неё прощения за всё, что Земля вынуждена нести.
Колам имеет широкое символическое значение. Рисунки выступают средством разграничения частного и публичного пространства. В то же время знаки представляют собой сигналы статуса членов семьи домовладельцев. Например, в Тамилнаде сложный цветной колам на пороге дома свидетельствует о том, что семья отмечает свадьбу или что юная девушка стала женщиной. И наоборот, отсутствие благоприятных символов перед домом сообщает о неблагоприятных обстоятельствах, таких как смерть членов семьи. По знакам можно определить, желает ли семья оказать гостеприимство бездомным нищим.
В современном обществе традиционные формы колам претерпевает заметные изменения. В крупных городах с их высотными зданиями ритуальная символика идёт на убыль. В сельской местности колам всё чаще рисуется либо смесью извести, либо рисунки представляют собой пластиковые наклейки, которые лепят на стены и двери.

Благоприятные символы
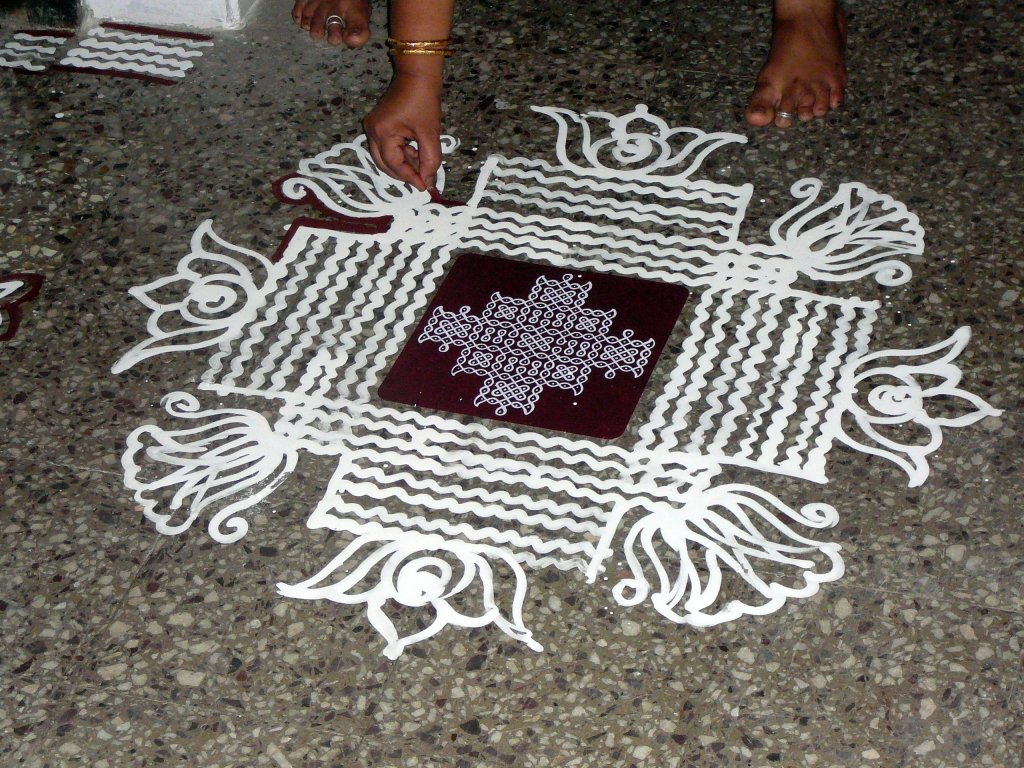
Колам из цветной рисовой пасты. Мумбаи, 2007 год
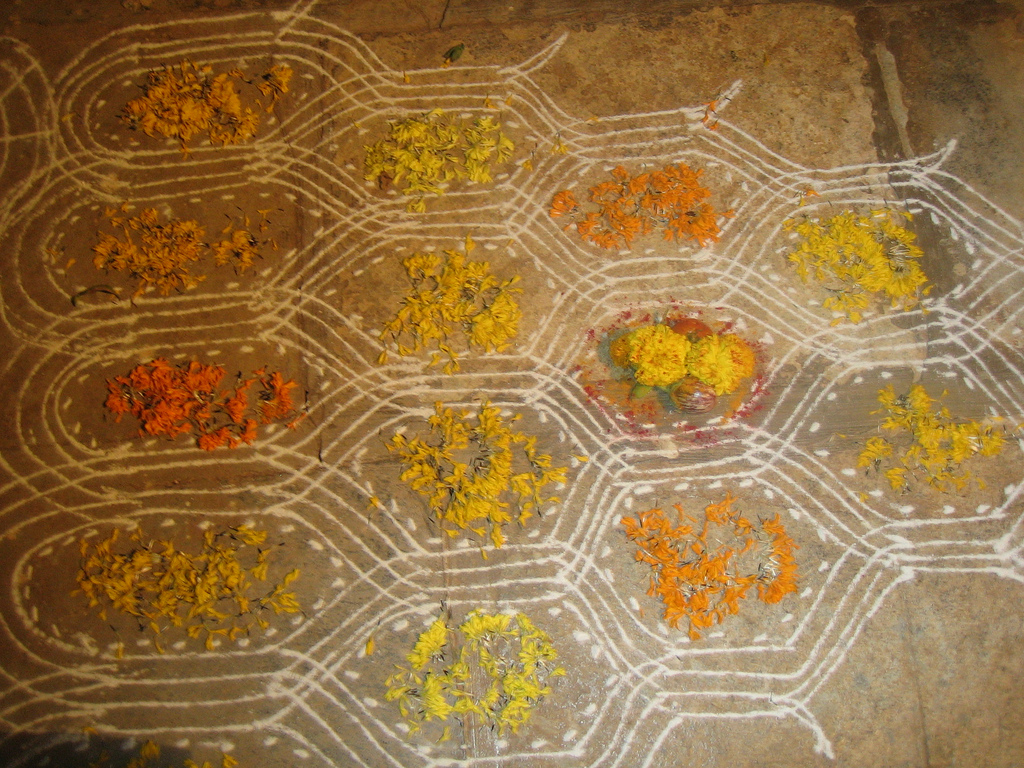
Колам из сухой рисовой муки, 2007 год
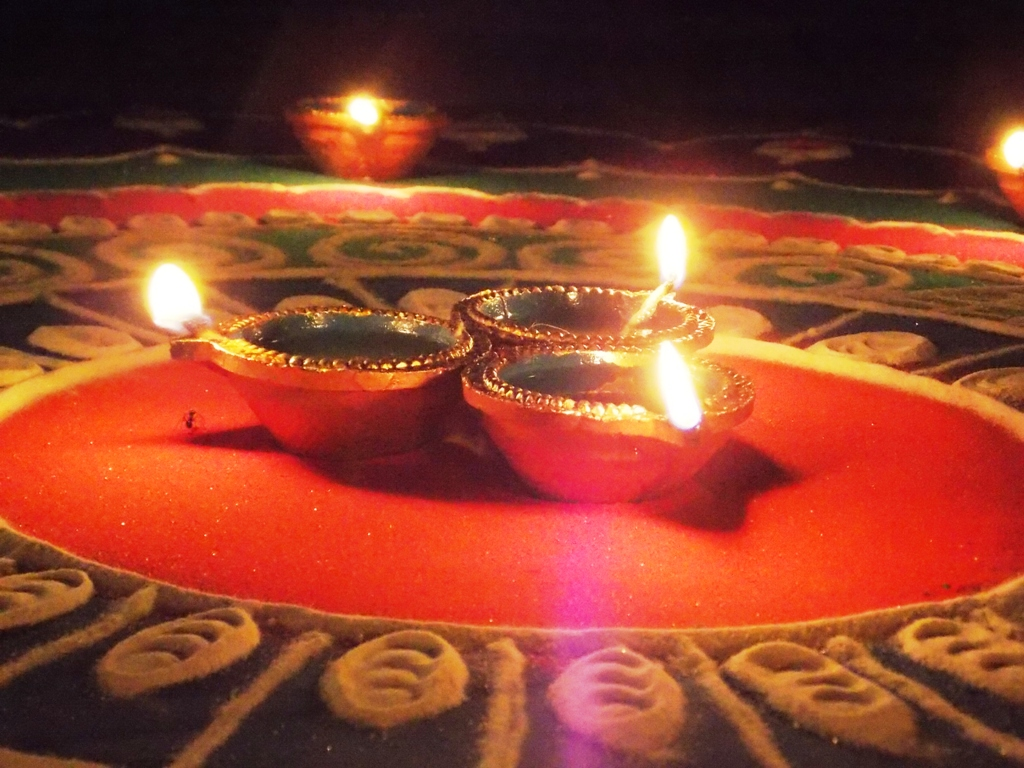
Масляная лампа на дивали стоит на ритуальном рисунке. Гоа, 2007 год

## Праздник Земли раджапарба
«Ра́джапарба» (IAST: rājaparba) или «раджа парба» — ежегодный четырёхдневный праздник в июне-июле в честь богини Земли, который отмечается в восточном штате Одиша. Праздник известен также как «майтхуна-санкрати» (mithuna sankranti) или «раджа-санкрати» (raja sankranti). Его проводят крестьяне и рыбаки, чья жизнь зависит от природного цикла. Символически раджапарба посвящён женскому циклу Бхуми, с которым отождествляется смена сезона. Считается, что у матери-Земли или супруги Вишну Бхуми начинается новый цикл. В Одише во время раджапарба поклоняются Бху-деви как жене Джаганнатха. Праздник отмечается на границе между засушливым сезоном и наступающими муссонами. Он знаменует переход от времени, когда земледельческие поля остаются сухими и под паром, к новому сезону, когда земля вновь может плодоносить.
В центре празднования находятся незамужние девушки — будущие мамы. Накануне женщины убирают кухню и весь дом. Со второго дня праздника начинается солнечный месяц майтхуна, а вместе с ним — сезон дождей. Во время первых трёх дней любая деятельность на Земле прекращается. Считается, что земля и море являются «нечистыми», поэтому крестьяне не выходят в поле, а рыбаки — в море. В завершение раджапарба происходит ритуальное очищающее омовение Бхуми. Женщины купают точильный камень как символ Бхуми и украшают его пастой из куркумы и цветами. Матере-Земле предлагаются все виды сезонных фруктов.
Незамужние девушки мечтают и готовятся вступить в брак. Они проводят три дня в развлечениях и веселье, соблюдая ряд обычаев. Например, едят только определённую пищу, — жареный рис, овощное карри и особенно пода-питу (poda pitha) — лепёшки из заквашенного риса, урда и тёртого кокоса, приготовленные на медленном огне. Лепёшки также преподносят Джаганнатху, его братьям и сёстрам. Молодые девушки не купаются два дня, не готовят пищу и не едят соль, не ходят босиком и обещают родить здоровых детей. Во время празднования для девушек устанавливают верёвочные качели на больших баньяновых деревьях, люди катаются на аттракционе с качелями и поют лирические народные песни. В местах увеселения проводится конкурс «королевы качелей».
Раджапарба носит внекастовый характер, его отмечают все местные жители, включая мусульманскую общину. Это не означает, что мусульмане поклоняются богине Земли, однако они также воздерживаются от работы. Совместное празднование позволяет поддерживать гармонию между общинами.

Символы раджапарба
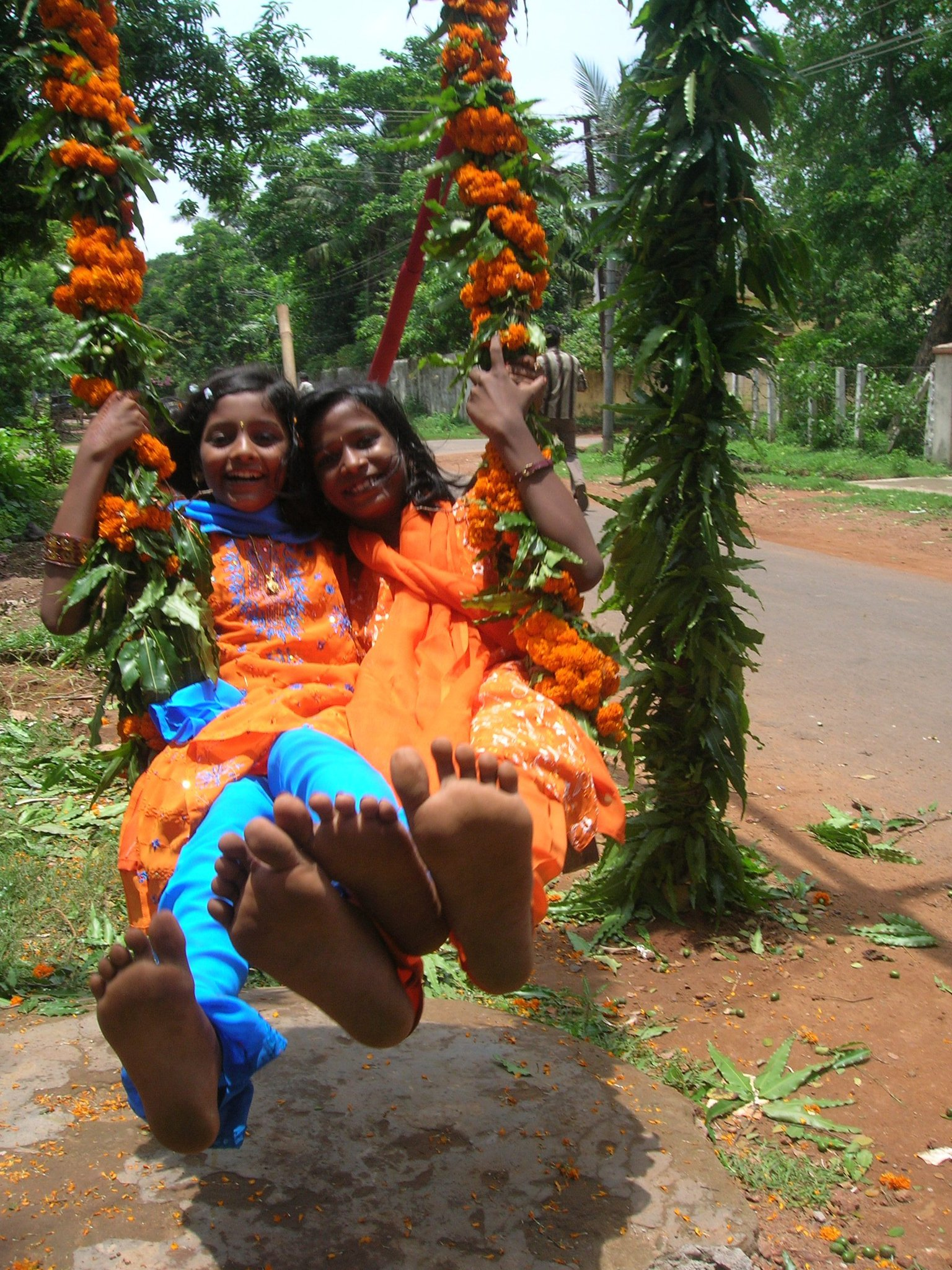
Катания на качелях баньянового дерева
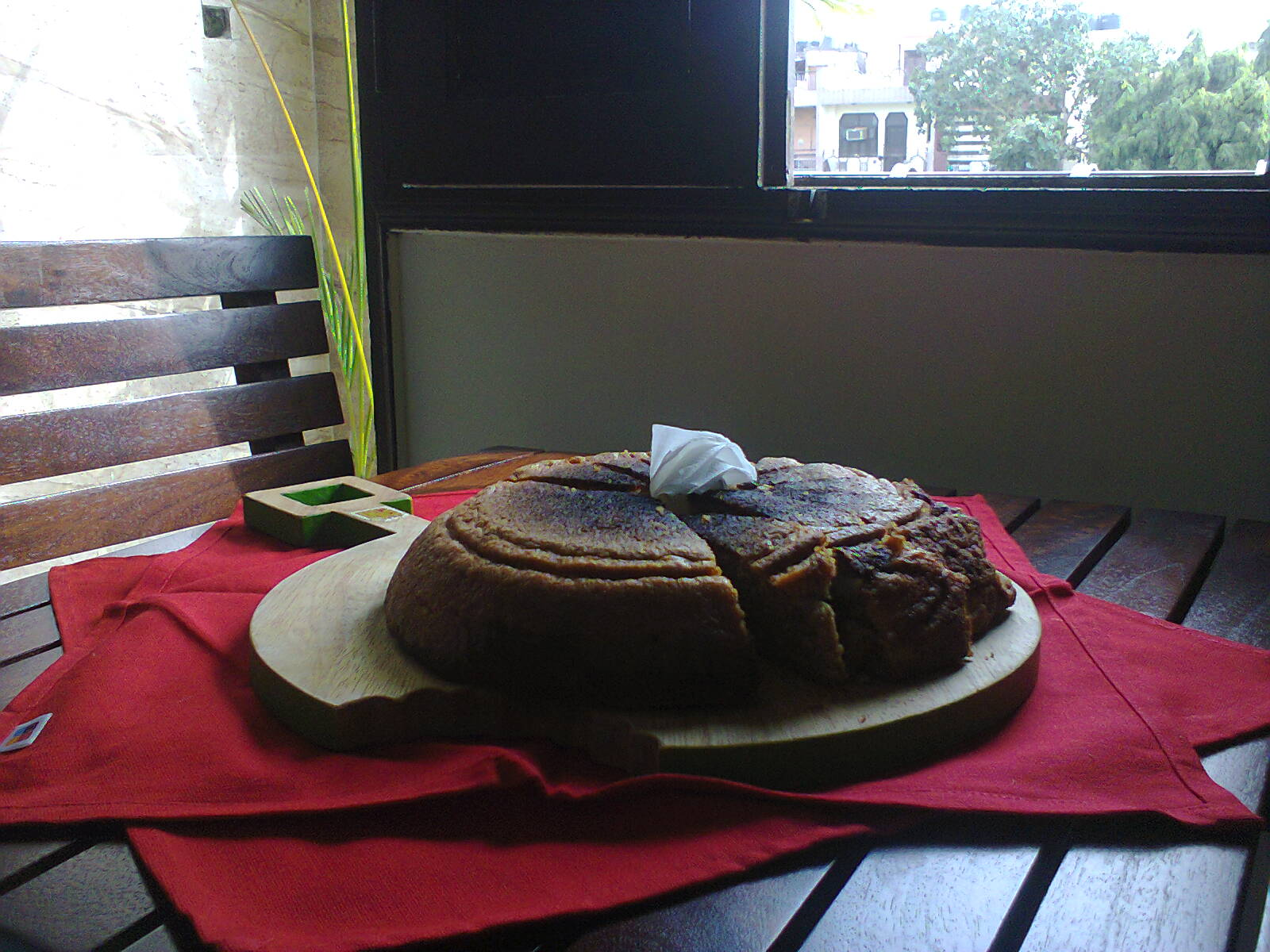
Пода-пита, приготовленная для раджапарба
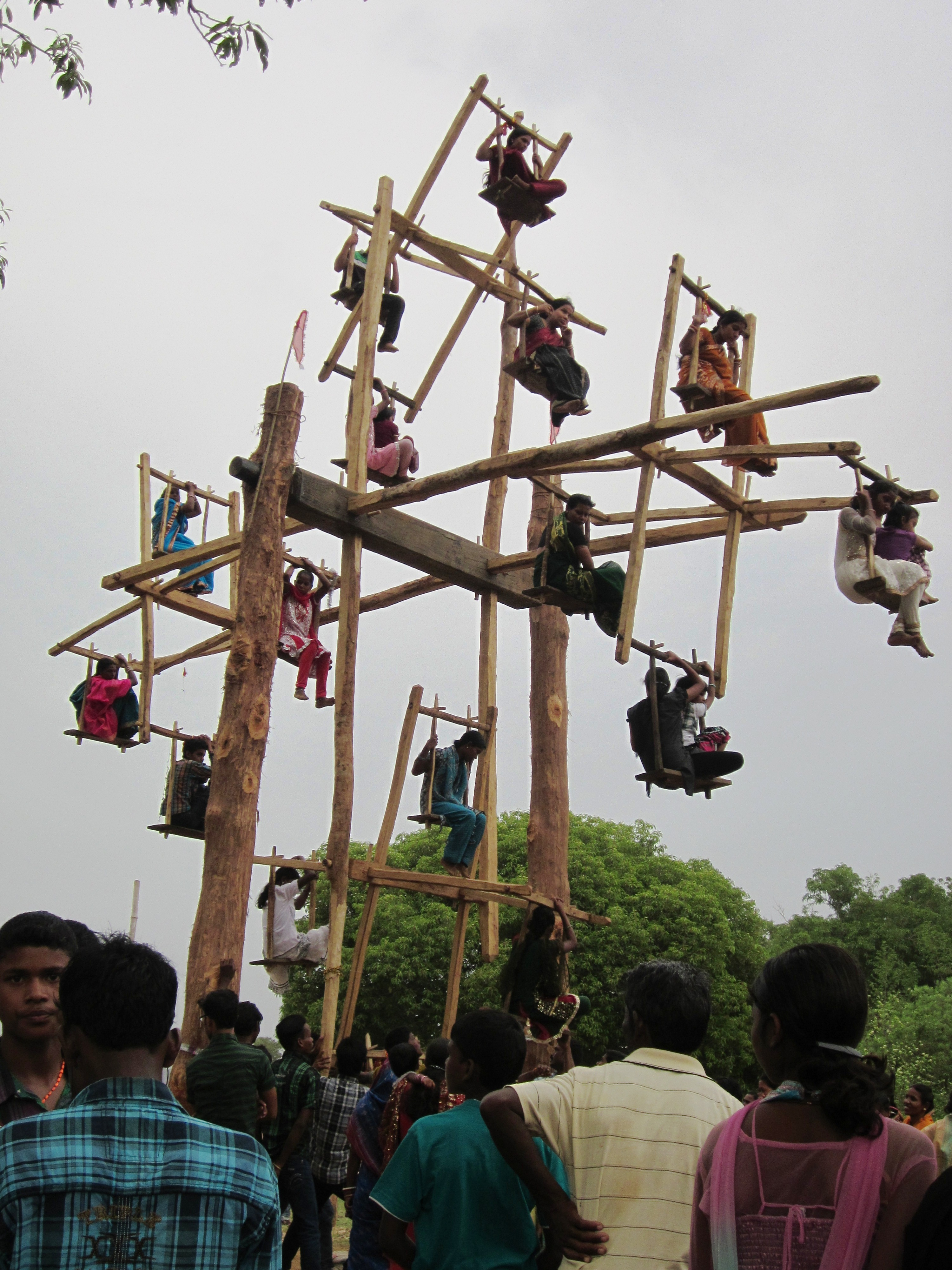
Аттракцион с качелями, называемыми «раджадоли»

### Комментарии
1. ↑  .

Затем Хари (Вишну) сражался в великой битве с обоими дайтьями пять тысяч лет и их сокрушил.

…

Недвижимая сила была выпущена самой Богиней,

И земля, обретши опору, стала устойчивой, наполненная жиром.

Из-за того, что она состоит из жира Мадху и Кайтабхи, (Земля) называется Медини,

Из-за того, что она несёт (на себе живые существа) — Дхарой, а из-за (своей) протяжённости — Притхиви,

Из-за большого размера — Махи.

(Земля) покоится на голове Шеши…
— «Девибхагавата-пурана». Игнатьев А. Девибхагавата-Пурана. Книга III. Пер. с санскрита. — Калининград, 2018.
2. ↑  .
В «Махабхарате» Драупади взывает:
Погрузись в океан Кауравов, подними меня …
О Джанардана, о Кришна, Великий Йог, Душа всего, Создатель всего.
Умоляю тебя, защити меня, о Говинда,
(Я) тону… среди потомков Куру«Махабхарата»
((Hiltebeitel 1980, С. 102)).
3. ↑  О Притхиви, благоприятны твои леса, горы и заснеженные вершины.
Живой, благополучный, свободный ступил я на Землю.
На Землю — коричневую, чёрную, красную и разноцветную, — на твёрдую Землю, которую Индра защищает от опасности.
О Притхиви, все силы исходят из твоего тела.
Окружи нас своими силами.
Я — сын Земли, Земля — моя Мать. Парджанья (бог грозы и дождя) — мой отец; пусть он поддержит меня.
Они, установившие на Земле алтарь, и все поклоняющиеся возносят к тебе свои молитвы.
Та, которой приносят жертвы, великолепная, кому возносят подношения, пусть она, Земля, процветает и сделает нас процветающими.«Притхиви–сукта», стихи 11-13. Пер. Р. Гриффита